# Édouard van Marcke
Vous lisez un « bon article » labellisé en 2025.
Pour les articles homonymes, voir Van Marcke.
Édouard Jean Charles van Marcke de Lummen, dit Édouard van Marcke, né le 24 mai 1815 à Liège, où il meurt le 12 juin 1884, est un dessinateur, artiste peintre, décorateur, aquarelliste, illustrateur et peintre sur porcelaine belge.

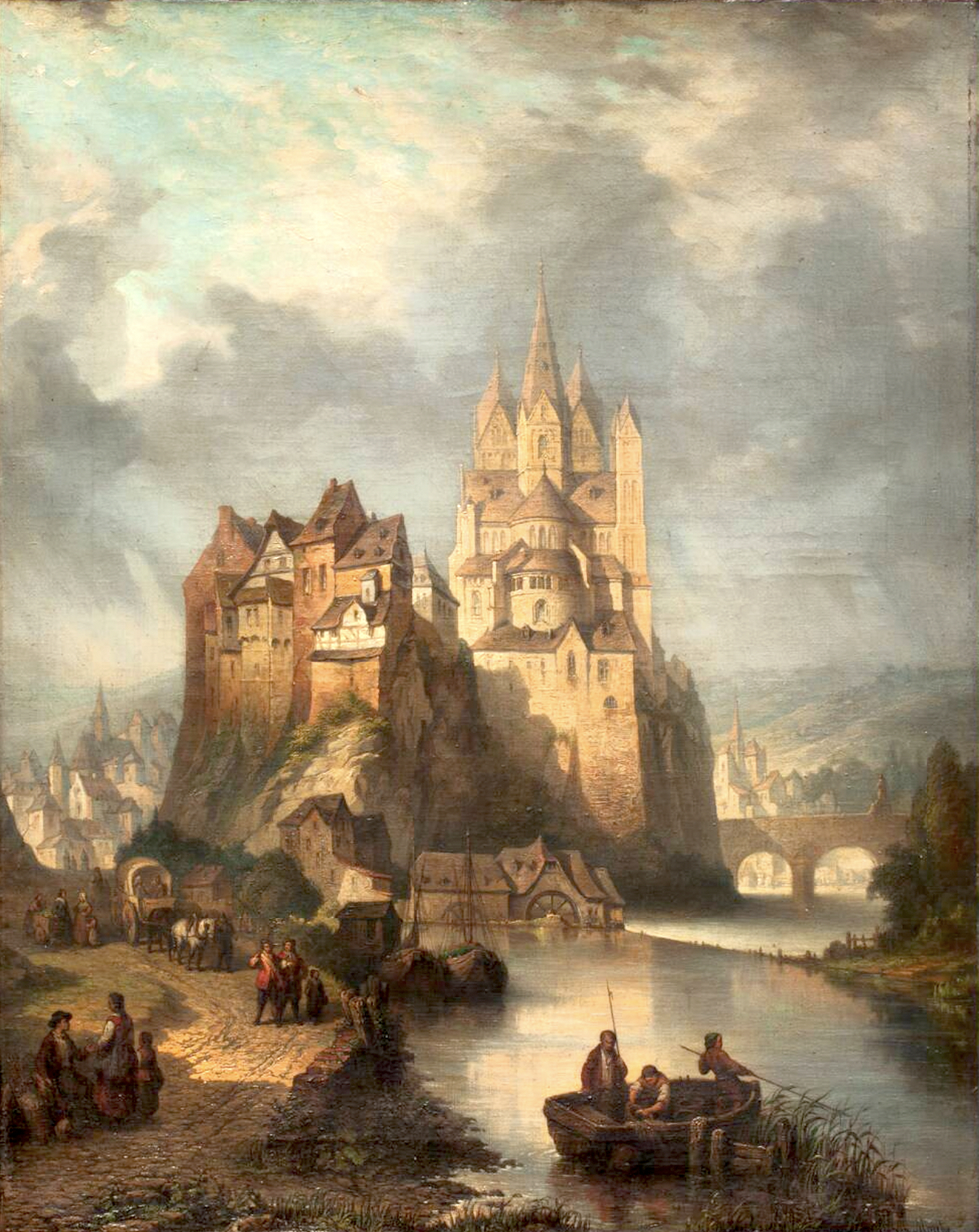
Vue de Limbourg-sur-la-Lahn, 1856-1859 (peinture à l'huile sur toile ;), Liège, musée de la Vie wallonne.

Né au sein d'une famille d'artistes, le jeune Édouard se forme dans l'atelier de décoration sur porcelaine fondé par son père puis, dès 1827, à Paris où vit son frère Jules van Marcke et où il est l'élève de Paul Delaroche et Léon Cogniet. De retour à Liège vers 1837, il s'y perfectionne à l'Académie royale des beaux-arts, où il suit les cours de Gilles-François Closson, et il y est surtout actif en tant que peintre décorateur, travaillant habituellement avec son frère Joseph van Marcke et Jules Helbig. De 1856 à 1859, van Marcke effectue son « Pèlerinage au Rhin » dont il ramène « une belle série de planches » où il dépeint des « scènes de la vie populaire dans des quartiers pittoresques à l'ombre de monuments gothiques ». À partir de 1859, il commence une longue carrière dans l'enseignement, à l'Académie des beaux-arts et dans d'autres établissements scolaires à Liège, qui va durer jusqu'à son décès en 1884. 
Artiste polyvalent, Édouard van Marcke se distingue dans l'utilisation de nombreuses techniques artistiques et réalise principalement des paysages et des portraits d'inspiration romantique. Les critiques d'art du XXe siècle conviennent que l'artiste est un « dessinateur de talent », mais si certains estiment qu'il a excellé dans le paysage romantique, d'autres considèrent qu'il a eu « le tort de suivre trop souvent la mode de l'époque » ce qui « le fit devenir plus archéologue que peintre ».

## Biographie

### Entourage familial et jeunesse à Liège (1815-1827)
Édouard Jean Charles van Marcke naît le 24 mai 1815 à Liège,, fils de Charles van Marcke (1773-1830),, artiste peintre et fondateur d'un atelier de décoration sur porcelaine,,,, et d'Anne Catherine Vandenplas (1775-1849),. Édouard est le benjamin des sept enfants survivants du couple, deux étant morts en bas âge :
- Jules van Marcke (1797-1849) : peintre paysagiste, dessinateur et lithographe[5],[10],[11].
- Élisabeth van Marcke (1798-1880) : peintre sur porcelaine[5],[10],[12].
- Marie van Marcke (1800-1882) : peintre, dessinatrice et aquarelliste[5],[10],[13].
- Joseph van Marcke (1806-1885) : dessinateur, artiste peintre, peintre décorateur[5],[10],[14] puis photographe[15].
- Xavier van Marcke (1808-1879) : éditeur et lithographe[16], peintre sur porcelaine et décorateur[5],[10],[17] et photographe[18].
- Charles Emmanuel Clément van Marcke (fils) (1811-1885) : peintre sur porcelaine[5],[10].

Le jeune garçon vient donc d'une famille dans laquelle « le goût des arts et le talent sont en quelque sorte habituels et héréditaires ». Comme la majorité de ses frères et sœurs, il se forme dès son plus jeune âge dans l'atelier de décoration sur porcelaine de son père ; puis, il suit des cours de dessin à l'Athénée des Arts à Liège,,,.

### Séjour et formation à Paris (1827-1837)

#### Formation et influences
En 1827, le jeune Édouard, qui est alors à peine âgé de douze ans, est envoyé par ses parents à Paris près de son frère Jules van Marcke,. Depuis 1824, ce dernier est le gendre du directeur de la manufacture de porcelaines de Sèvres,. Édouard y fait « son apprentissage dans la peinture et dans l'art de la céramique » pendant une dizaine d'années, et il est aussi l'élève de Paul Delaroche et de Léon Cogniet à l'Académie des beaux-arts,,.

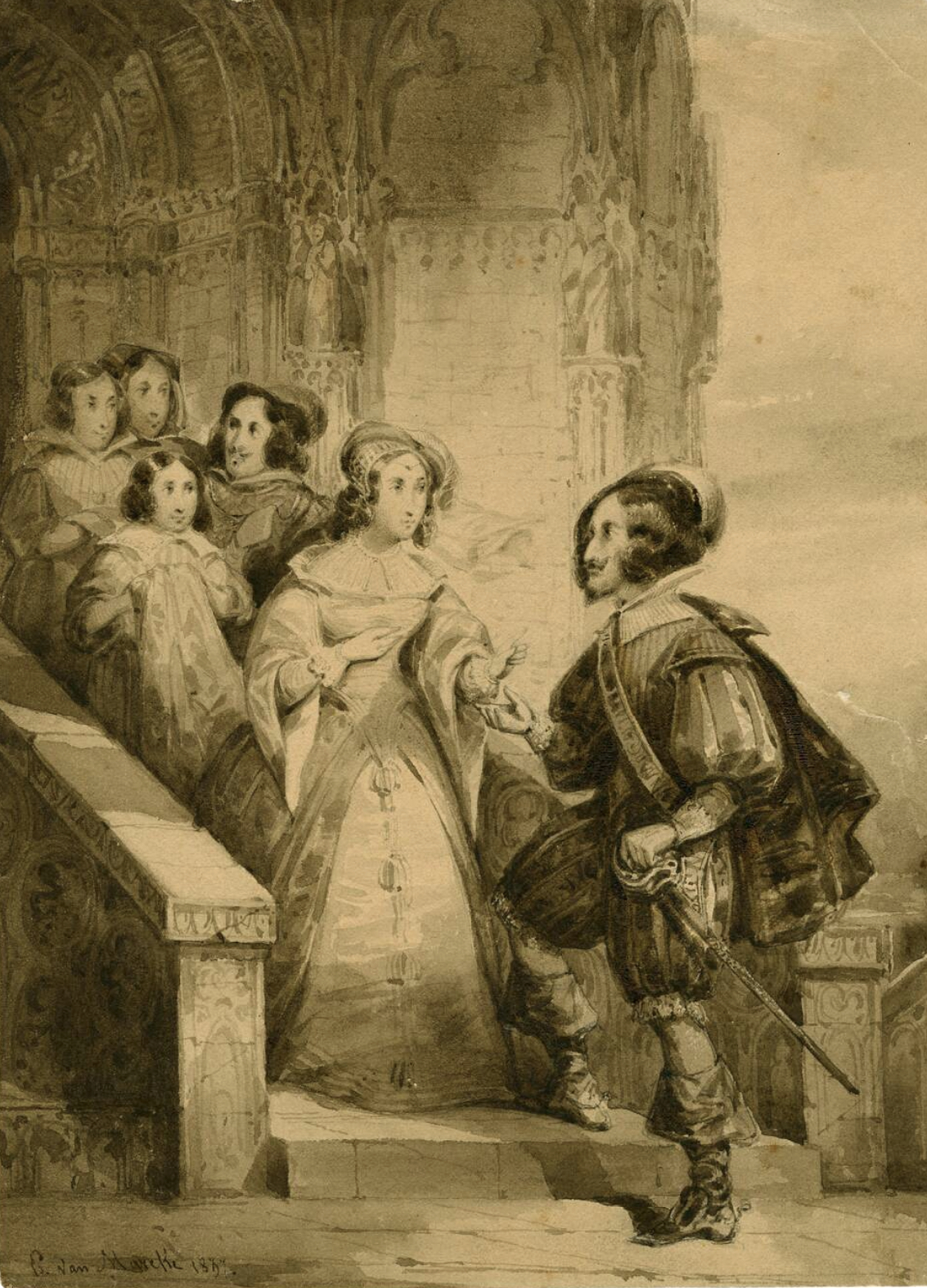
Scène historique, 1837 (dessin sépia sur papier ;), Liège, musée de la Vie wallonne.

L'artiste reste à Paris jusque vers 1837,,, moment où apparaissent ses premières œuvres datées et signées dans l'inventaire partiel que réalise l'artiste et docteur en histoire de l’art Guy Vandeloise en 1964,. Il s'agit de deux scènes historiques où l'influence de son maître Paul Delaroche est palpable et où « ses sujets sont plutôt influencés par la mode qu'inspirés par un sentiment personnel ». Selon Vandeloise, la majorité des dessins et croquis de personnages en habits historiques doivent dater de la même époque, et l'artiste semble rapidement abandonner ce genre « qui lui convenait fort peu ».
Durant son séjour en France, le jeune apprenti ne tarde pas à démontrer « une vive intelligence et des aptitudes complexes » qui lui permettent de s'initier à différentes techniques picturales et presque tous les genres : « peinture, dessin, aquarelle, figures, ornements, intérieurs, paysages, fleurs sont effleurés par lui, au moment où il peint également la céramique, car, on le voit alors, par intervalles, travailler pour la manufacture de Sèvres ». Il y est également disciple et ami des frères Johannot ; Alfred et Tony (leur frère aîné Charles, est décédé en 1824), et des frères Devéria ; Achille et Eugène. Au travers des frères Johannot et Devéria, il subit l'influence du romantisme, dont il devient un « partisan chaleureux et convaincu »,.

#### Copies d'œuvres du musée du Louvre

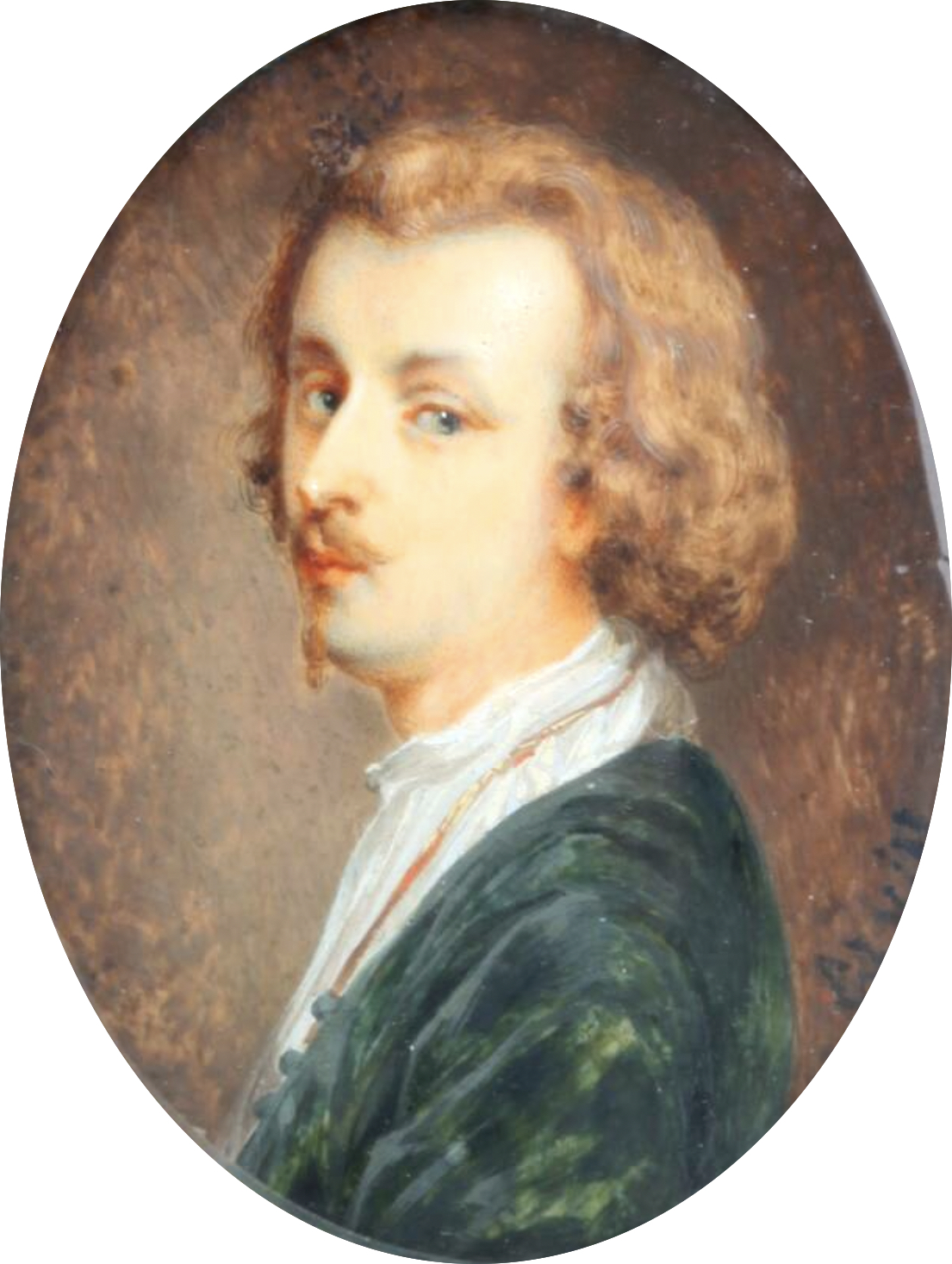
Miniature de lAutoportrait d'Antoine van Dijck, vers 1837 (peinture à l'huile et gouache sur papier bristol ;), Liège, musée de la Vie wallonne.

Toujours durant son « époque parisienne », il réalise plusieurs copies d'œuvres qui se trouvent au musée du Louvre. Parmi celles-ci, sont spécialement dignes de mention la miniature sur ivoire faite d'après un autoportrait d'Antoine van Dyck, et la peinture sur porcelaine réalisée d'après Jeune fille à la fenêtre (aussi connue comme La Frisonne) de Jan Victors, élève de Rembrandt,.

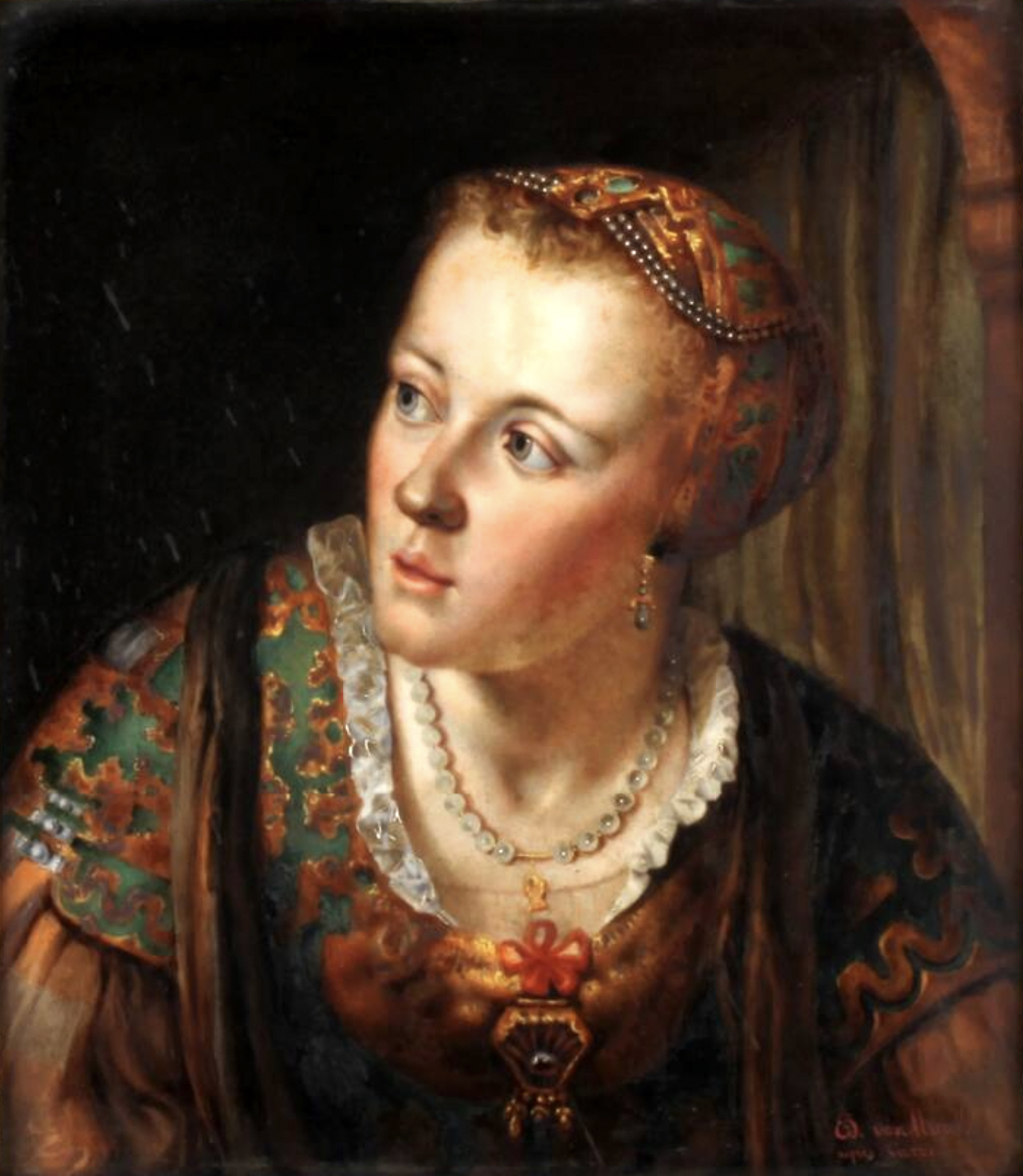
La Frisonne (d'après Jan Victors), vers 1837 (peinture à l'huile sur porcelaine ;), Liège, musée de la Vie wallonne.

Florent Pholien, spécialiste de l'étude de la verrerie et de la céramique liégeoise, estime que cette dernière copie est « une œuvre réellement intéressante où l'on sent l'âme d'un artiste consciencieux tout pénétré de son art ». Pour sa part, Guy Vandeloise considère qu'il s'agit d'une « copie splendide, tant par le dessin que par la fermeté du modelé et la beauté du coloris » tout en pointant que la peinture est aussi à la source d'une information erronée habituellement mentionnée au sujet de l'artiste,.
En effet, les notes de famille de Léonie Mottart-van Marcke, fille de l'artiste, indiquent qu'Édouard van Marcke a obtenu la bourse de la fondation Darchis grâce à cette copie,. Or, non seulement il n'a pas bénéficié de cette bourse et ne s'est pas rendu à Rome, mais l'erreur a fait croire que l'artiste, « après son séjour à Rome, est revenu par les lacs italiens, la Suisse, la Bavière et la Rhénanie d'où il aurait rapporté de nombreuses impressions croquées sur place ». En réalité ses paysages d'Allemagne, car on ne lui en connaît pas d'Italie ou de Suisse, sont réalisés vers 1856-1859 et non aux alentours de 1840, comme les notes de sa fille peuvent laisser penser.

### Le paysagiste, décorateur et illustrateur à Liège (1837-1856)

#### Formation à l'Académie et les paysages de la région liégeoise

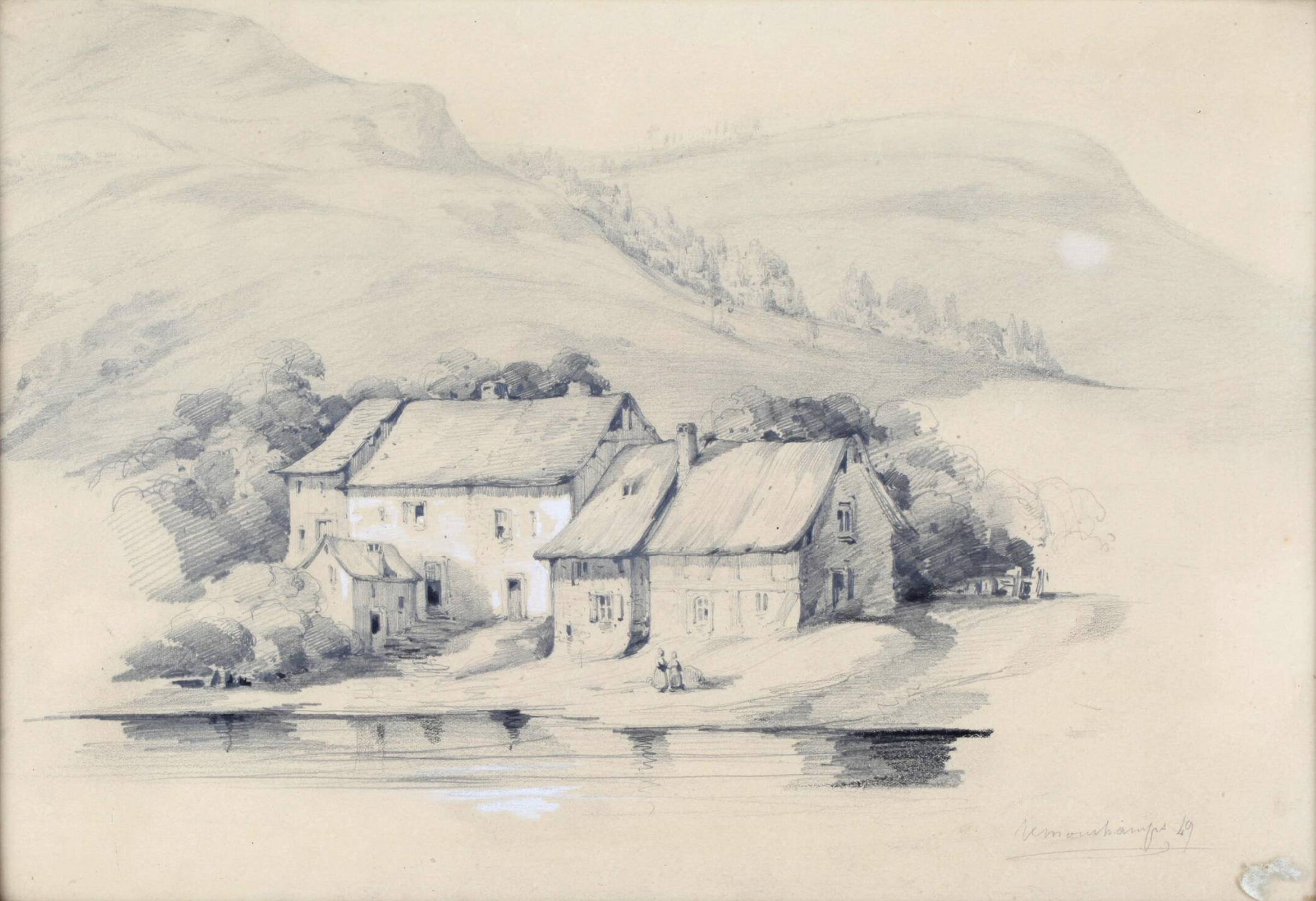
Remouchamps, 1849 (dessin à la mine de plomb rehaussé de gouache ;), Liège, musée de la Vie wallonne.

Il rentre à Liège vers 1837,,,, bien que son retour puisse être un peu plus tardif selon Guy Vandeloise, pour se perfectionner à l'Académie royale des beaux-arts, nouvellement fondée,,. Il y est l'élève de Gilles-François Closson, établissant ainsi selon Vandeloise « une filière entre deux de nos plus beaux paysagistes de la première moitié du XIXe siècle »,. L'historien de l'art André Marchal quant à lui considère que « si filière il y a, celle-ci est beaucoup plus étroite par la chronologie que par le style ». De fait, là où Closson dépasse une « perception romantique de la nature » par « son sens de la couleur et par sa manière d'exprimer la lumière », van Marcke illustre « l'attitude du paysagiste romantique » grâce à son « remarquable talent de dessinateur ».
L'artiste va puiser son inspiration dans la banlieue liégeoise mais aussi dans les régions de Visé, Stavelot, Malmedy, Huy ou Remouchamps, réalisant principalement des dessins « parfois traités sur papier légèrement teinté et rehaussés avec discrétion de quelques touches de gouache blanche pour accentuer les notes de lumière »,. De cette production, Guy Vandeloise loue tout spécialement « la vigueur du trait » et « les oppositions puissantes de lumières et d'ombres qui structurent en grands plans les terrains et les arbres ».

#### Vie familiale

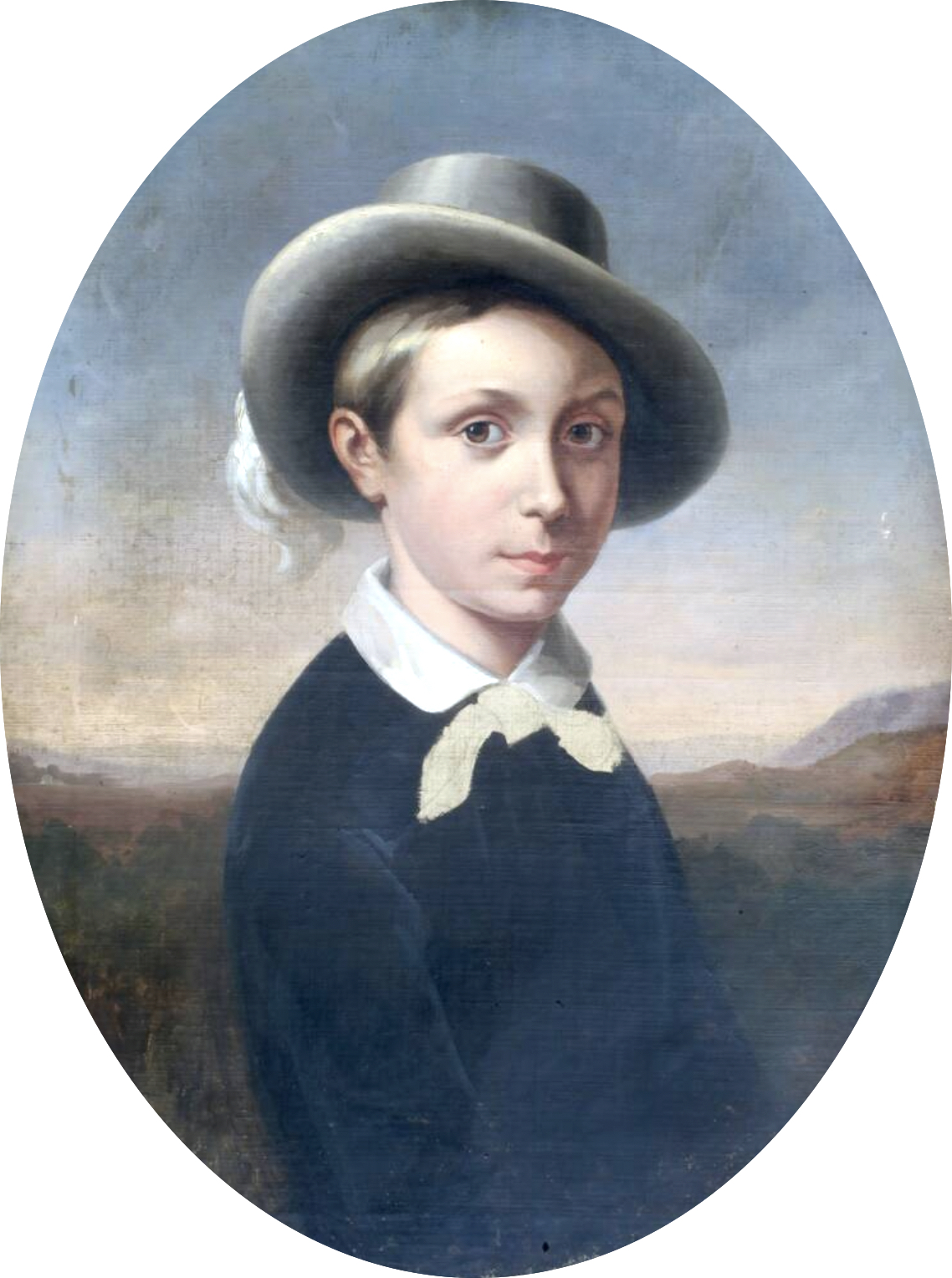
Portrait d'Henri van Marcke, 1848 (peinture à l'huile sur toile marouflée ;), Liège, musée de la Vie wallonne.

En mars 1840, Édouard van Marcke épouse à Bruxelles Virginie Susanne Caroline Meskens,, née en 1818 et avec qui il a un fils Henri Bernard Charles en janvier 1841,. En quelques années, l'artiste perd son épouse, qui meurt en novembre 1843,, puis son fils, qui meurt en avril 1849,. De ce fils mort prématurément, il réalise « une belle miniature » vers 1847 et une peinture à l'huile de forme ovale, vers 1848, qui reprend la composition de la miniature et est restée inachevée en certains endroits,,.

#### Travaux de décoration
À Liège, Édouard van Marcke est surtout actif en tant que peintre décorateur,, « ornant de fleurs, d'entre-lacs, de figures et d'arabesques » de nombreux hôtels, églises et édifices publics. Il travaille la plupart du temps avec son frère Joseph van Marcke, qui est aussi peintre décorateur,. Dans les projets de décoration qu'ils réalisent ensemble, le travail de chaque frère est souvent difficile à distinguer « tant l'unité est grande dans la conception et le coloris ». Selon Guy Vandeloise, la valeur artistique de ces projets est certaine car, « au travers des obligations inhérentes aux commandes, ils font preuve de beaucoup de verve dans le dessin et d'une fraîcheur délicate dans les teintes ».

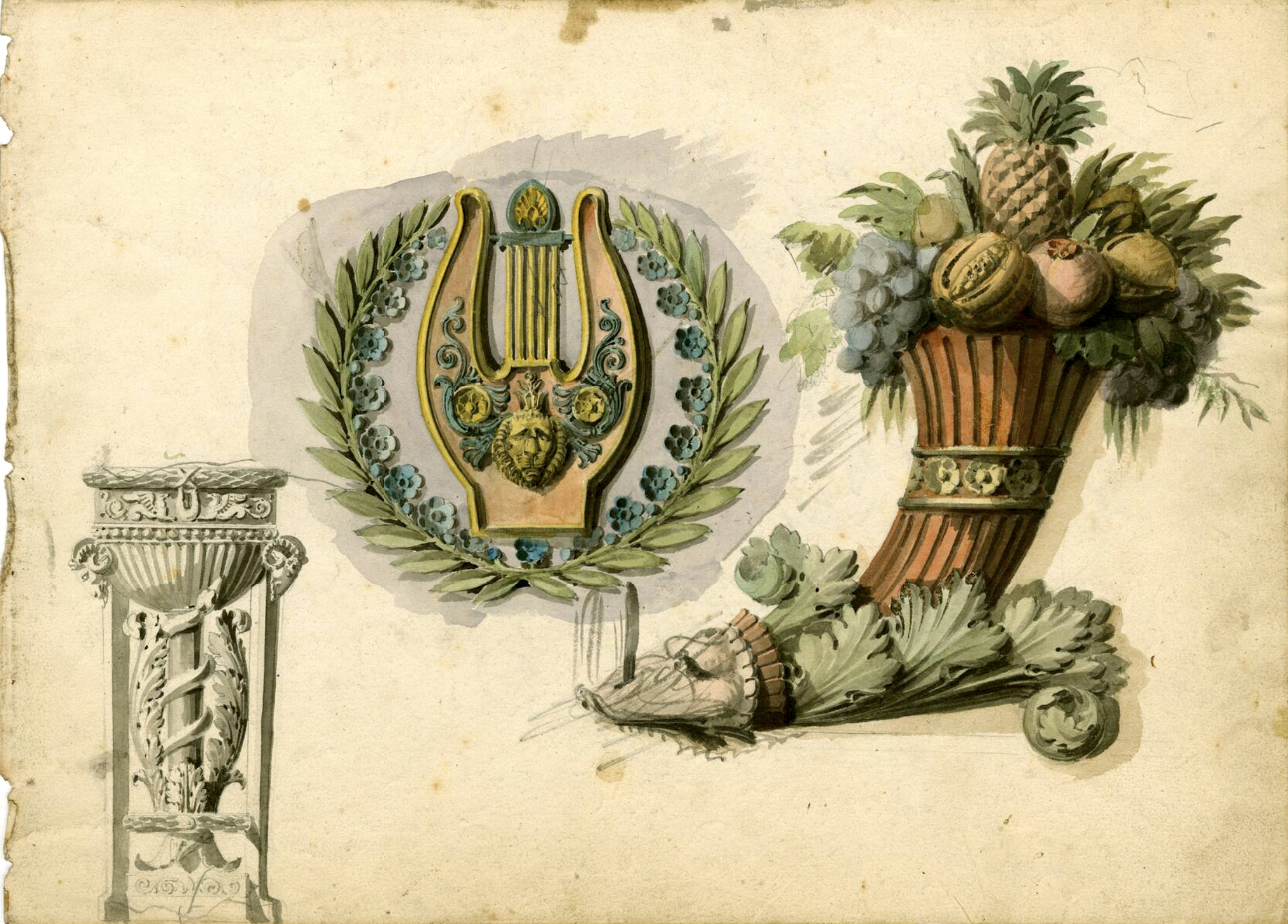
Esquisse de motifs décoratifs, avant 1850 (dessin à la mine de plomb rehaussé d'aquarelle ;), Liège, musée de la Vie wallonne.

Dixit Auguste Chauvin dans son étude de 1881 Les peintres liégeois depuis 1830, c'est à Édouard van Marcke que l'on doit la réintroduction de la peinture décorative à Liège, « pour laquelle on faisait encore appel à des artistes anversois et bruxellois »,. En 1930, le critique d'art et conservateur de musée Jules Bosmant abonde dans le même sens pointant que l'artiste, en tant que peintre décorateur, « est l'un des premiers qui obtient à Liège quelques succès et quelques commandes ».
Il décore les locaux de la Société littéraire,, ainsi qu'un plafond de l'hôtel Goethals,. Avec le peintre Jules Helbig, il réalise en 1852 les peintures murales du chœur de la collégiale Saint-Denis de Liège,. En 1856, un groupe d'artistes liégeois qui comprend Édouard van Marcke, Jules Helbig, Lambert Herman, Jules Halkin et Joseph Detombay (sculpteur, père d'Alphonse) conçoit et construit le char envoyé par la ville de Liège au cortège historique de Bruxelles,. Leur création y est fort admirée pour son « ingénieuse conception, la bonne exécution des figures allégoriques, le fini et la richesse des détails » mais aussi, de façon plus prosaïque, pour ses « conditions de solidité qui lui ont permis, plus que tout autre, d'accomplir tout son long pèlerinage sans être le moins du monde détérioré ». L'artiste réalise également des projets pour le monument funéraire de sa mère (morte en 1849), et pour la tombe de la famille Bronckart.

#### Travaux d'illustration
Dans le domaine de l'illustration, il effectue des dessins, lithographiés par Gustave Jacqmain à Gand, afin d'orner divers affichettes ou diplômes, dont l'affichette qui annonce le bal offert en juin 1849 par la ville de Liège au roi Léopold Ier, à son épouse Louise d'Orléans et à la famille royale, ainsi que plusieurs cartes porcelaines, dont celle réalisée pour la manufacture de papiers peints de L. Lohest vers 1845.

Manufacture & Magasin de Papiers peints de L. Lohest, 1845 (carte porcelaine ; lithographie par Gustave Jacqmain ; 9,5 × 13,5 cm), Liège, musée de la Vie wallonne.
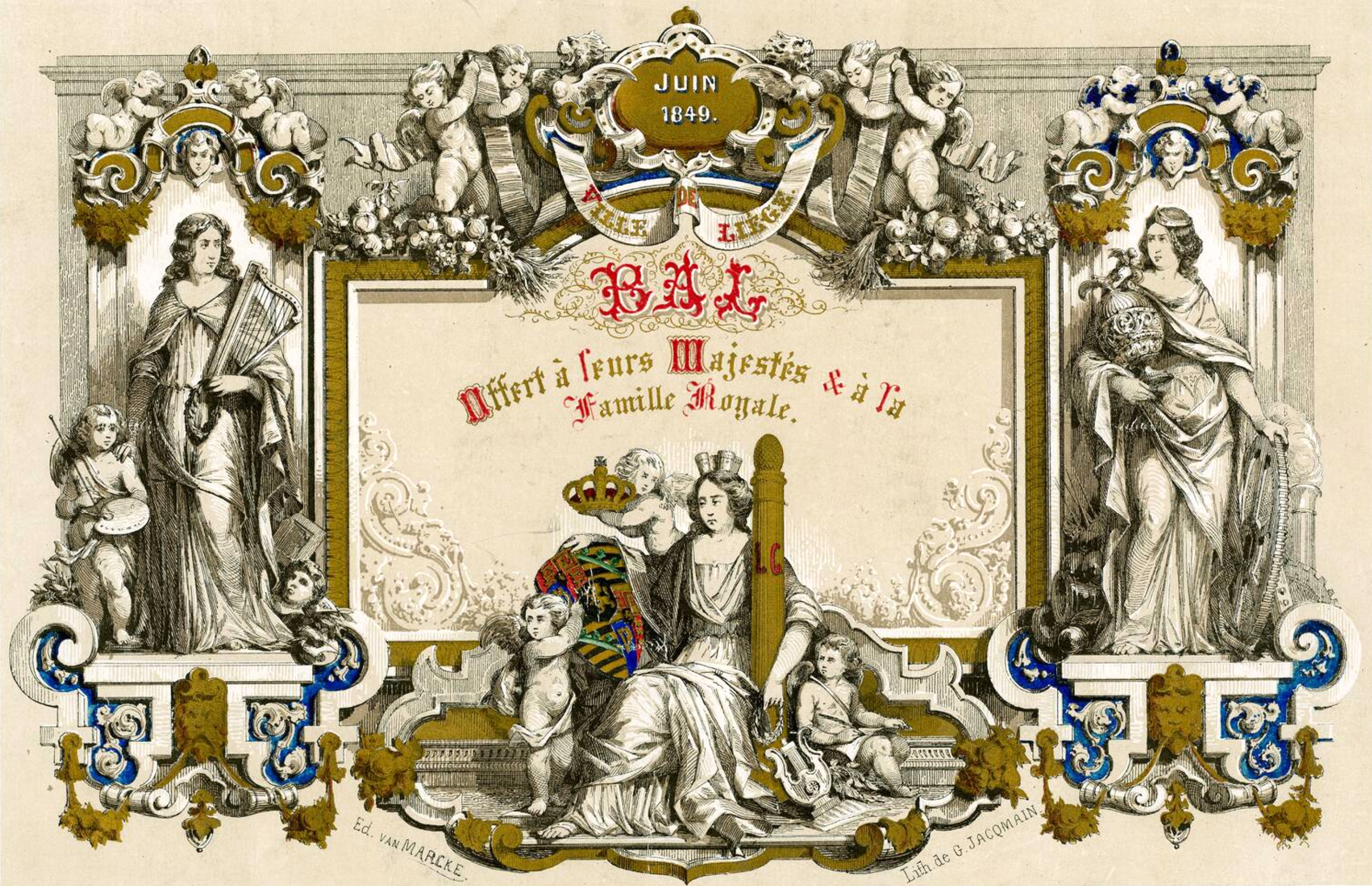
Bal offert à Leurs Majestés & à la Famille Royale, 1849 (chromolithographie sur papier par Gustave Jacqmain ; 23 × 34 cm), Liège, musée de la Vie wallonne.

Enfin, il collabore en tant qu'illustrateur de plusieurs ouvrages d'art publiés à Bruxelles, et il dessine des projets pour d'autres produits qui « empruntent à l'art la plus grande partie de leur valeur », comme par exemple le modèle de l'épée offerte par les gardes civiques de Liège à leur colonel, M. Bottin.

### Le«Pèlerinage au Rhin»(1856-1859)

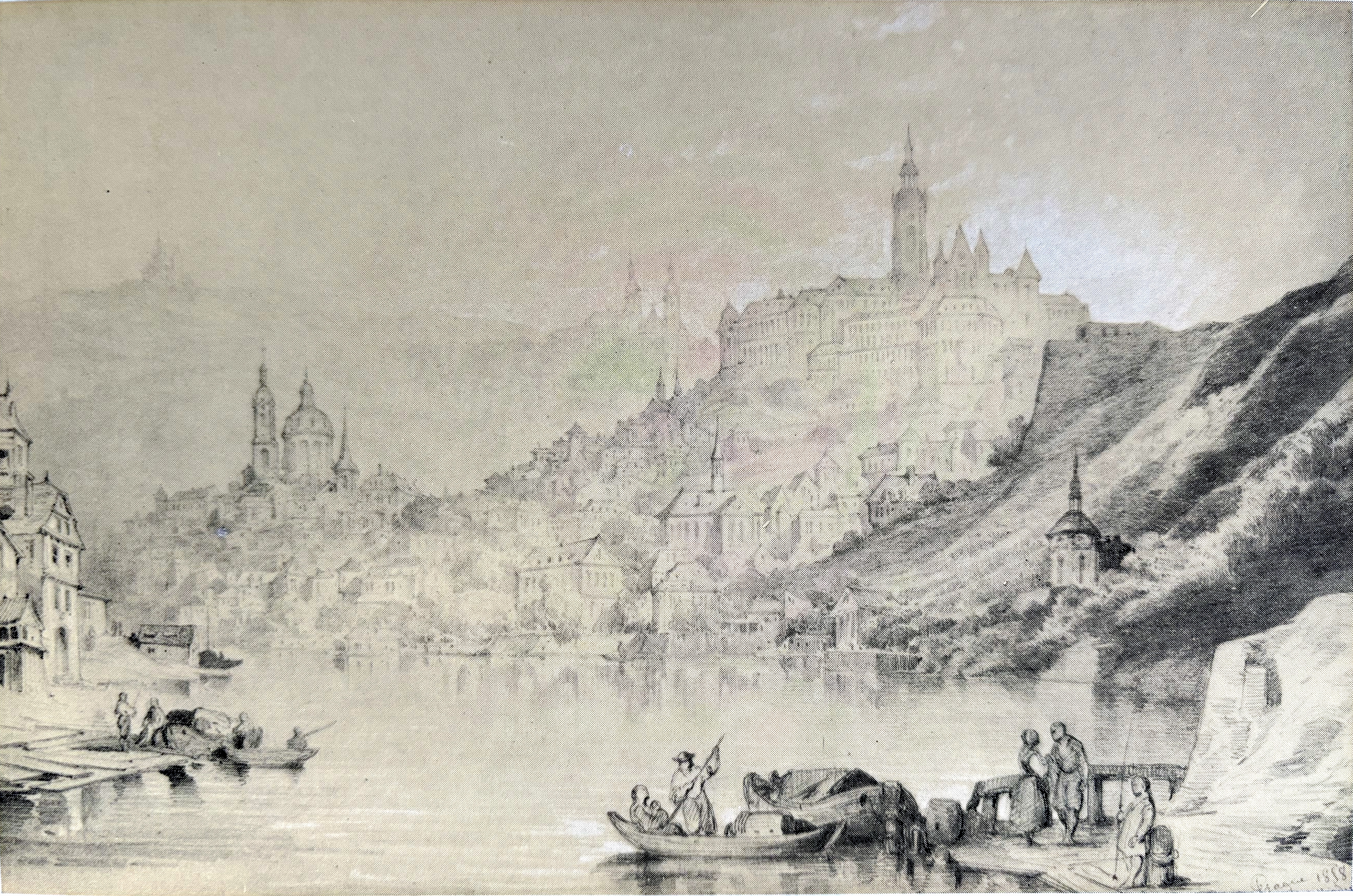
Prague : der Hradschin, 1858 (dessin à la mine de plomb rehaussé de gouache sur papier chamois ;), Liège, musée de la Vie wallonne.

Entre 1856 et 1859, il effectue son « Pèlerinage au Rhin », typique des artistes romantiques,,,. Bien que Guy Vandeloise ne puisse établir avec certitude si son voyage est accompli en plusieurs fois ou d'une traite, il parvient à en retracer l'itinéraire approximatif, confirmant tout d'abord que van Marcke descend jusqu'à Mayence en transitant par Bad Neuenahr-Ahrweiler, Altenahr, Coblence, Limbourg-sur-la-Lahn, Boppard, Oberwesel, Bacharach et Bingen am Rhein. De Mayence, il se dirige vers Francfort-sur-le-Main, Nuremberg et Prague. De Coblence, il remonte aussi la Moselle passant notamment par Cochem, Bernkastel-Kues, Trèves et Echternach. Enfin, il visite quelques villes de Saxe, dont Meissen.
Selon André Marchal, l'artiste en rapporte « une belle série de planches, plus typiquement romantiques encore que les paysages mosans et ardennais : scènes de la vie populaire dans des quartiers pittoresques à l'ombre de monuments gothiques ». En plus de nombreux dessins, il réalise aussi quelques peintures à l'huile, dont sa Vue de Limbourg-sur-la-Lahn qui est reproduite en 1995 dans le Dictionnaire des peintres belges, et incluse en 2001-2002 dans l'exposition Vers la modernité : le XIXe siècle au pays de Liège.

Lorsqu'il s'interroge sur les raisons qui ont amené Édouard van Marcke à parcourir l'Allemagne, Guy Vandeloise conclut que c'est probablement « l'attirance qu'exerce sur les artistes d'alors l'âpre poésie de ses sites sauvages, tout autant que le romantisme de ses monuments médiévaux, de ses petites villes anciennes, des ruines de ses orgueilleuses forteresses féodales silhouettées sur des ciels tourmentés et peuplées des fantômes des rudes seigneurs d'autrefois et des douces dames des légendes germaniques ». L'historien de l'art David Bronze remarque que, lors de ce pèlerinage, l'artiste « se trouve séduit par le caractère pittoresque des villes allemandes dont il livre des vues peu conformes à la réalité » et que « celles-ci feront son succès et le peintre s'en servira pour produire des paysages bien après son retour ».

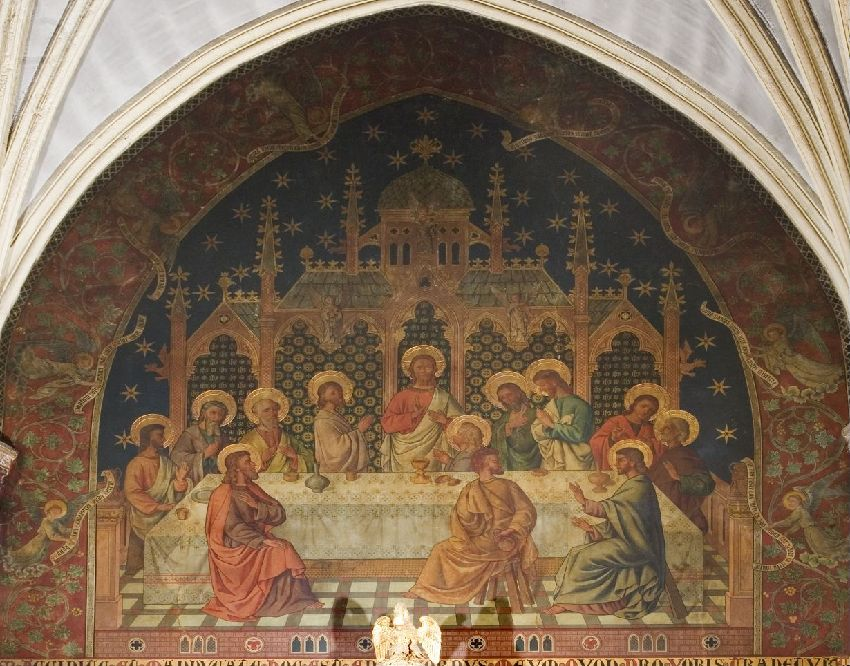
Jules Helbig et Édouard van Marcke, Peinture murale de l'église Notre-Dame de Saint-Trond, 1857-1859 (photographie de 2010 d'Hilke Arijs du KIK-IRPA).

C'est durant cette période où van Marcke voyage en Allemagne que l'atelier de décoration sur porcelaine créé par son père, qui a été repris par sa mère et plusieurs de ses frères et sœurs en 1830 à la suite de la mort de son fondateur, ferme définitivement ses portes, probablement vers 1857,.
Enfin, c'est aussi entre les étapes de son séjour en Allemagne, de 1857 à 1859, qu'il décore, en collaboration avec Jules Helbig, le chœur et le transept de l'église Notre-Dame de Saint-Trond,,. Les peintures murales qu'il y réalise sont d'ailleurs mentionnées dans le catalogue du Salon de Bruxelles de 1860.

### Carrière d'enseignant à l'Académie des beaux-arts (1859-1881)

#### Carrière dans l'enseignement

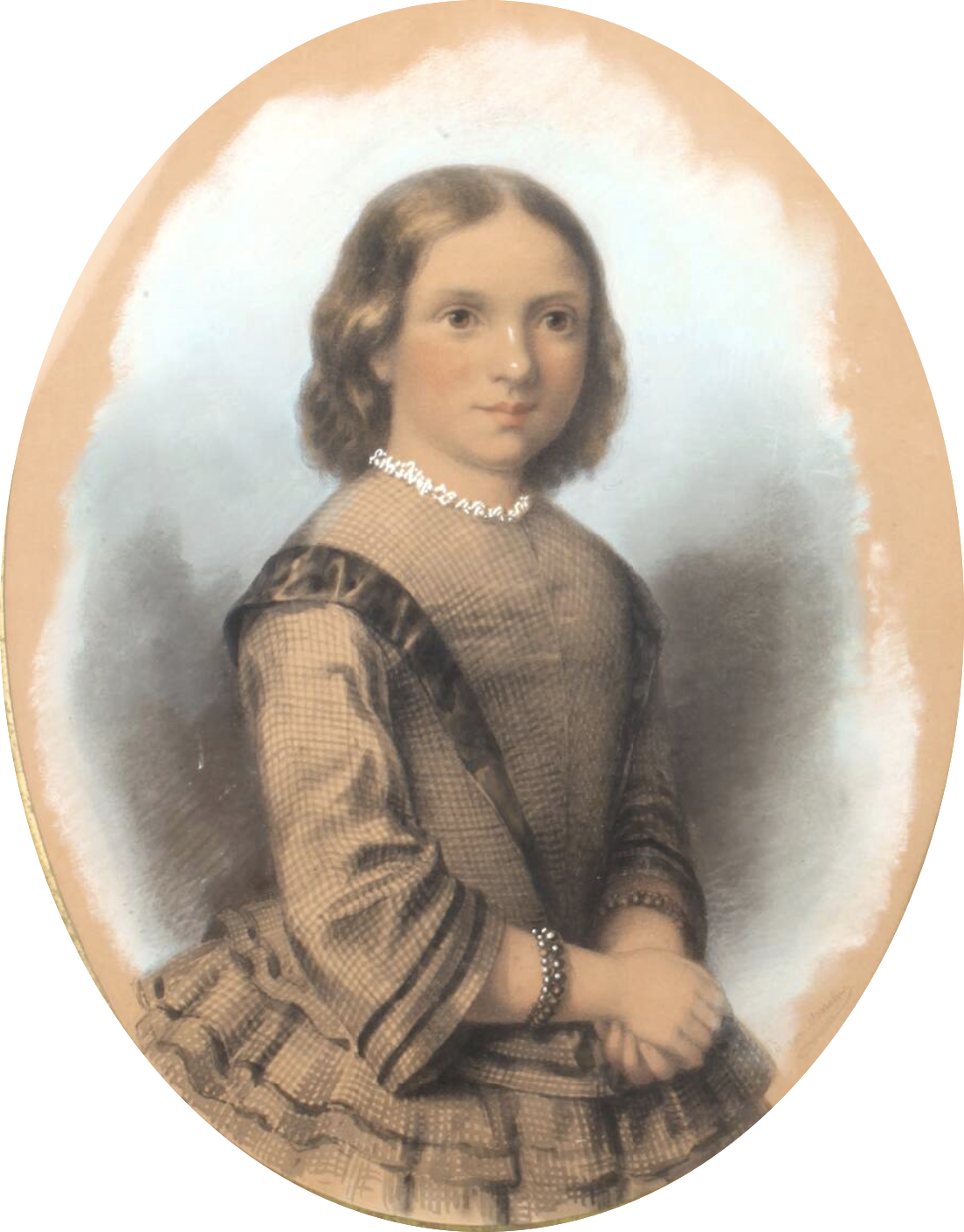
Portrait d'une jeune fille, vers 1860 (dessin à la mine de plomb, pastel et gouache ;), Liège, musée de la Vie wallonne.

En septembre 1859, Édouard van Marcke est nommé professeur à l'Académie royale des beaux-arts de Liège ; il remplace Charles Soubre, promu dans l'enseignement moyen, à la classe de « dessin linéaire » (enseignement élémentaire),,. Sa nomination est officialisée dans un arrêté royal du 29 février 1860. Guy Vandeloise s'interroge sur la possible relation entre la fermeture de l'atelier familial de décoration sur porcelaine en 1857 et ce nouvel emploi « stable » que l'artiste obtient dès 1859, mais il ne peut établir aucun lien certain.
Au fil des années, son activité dans l'enseignement l'absorbe de plus en plus. À son poste de professeur de dessin à l'Académie s'ajoute celui à l'athénée royal à partir de 1863, puis celui à l'Institut supérieur des demoiselles à partir de 1868,. Enfin, il enseigne à l'École moyenne professionnelle de demoiselles à partir de 1877,, établissement où il crée un cours de peinture sur porcelaine « dont les résultats, grâce à sa technique, à son talent et à sa direction, atteignent un degré inespéré ».

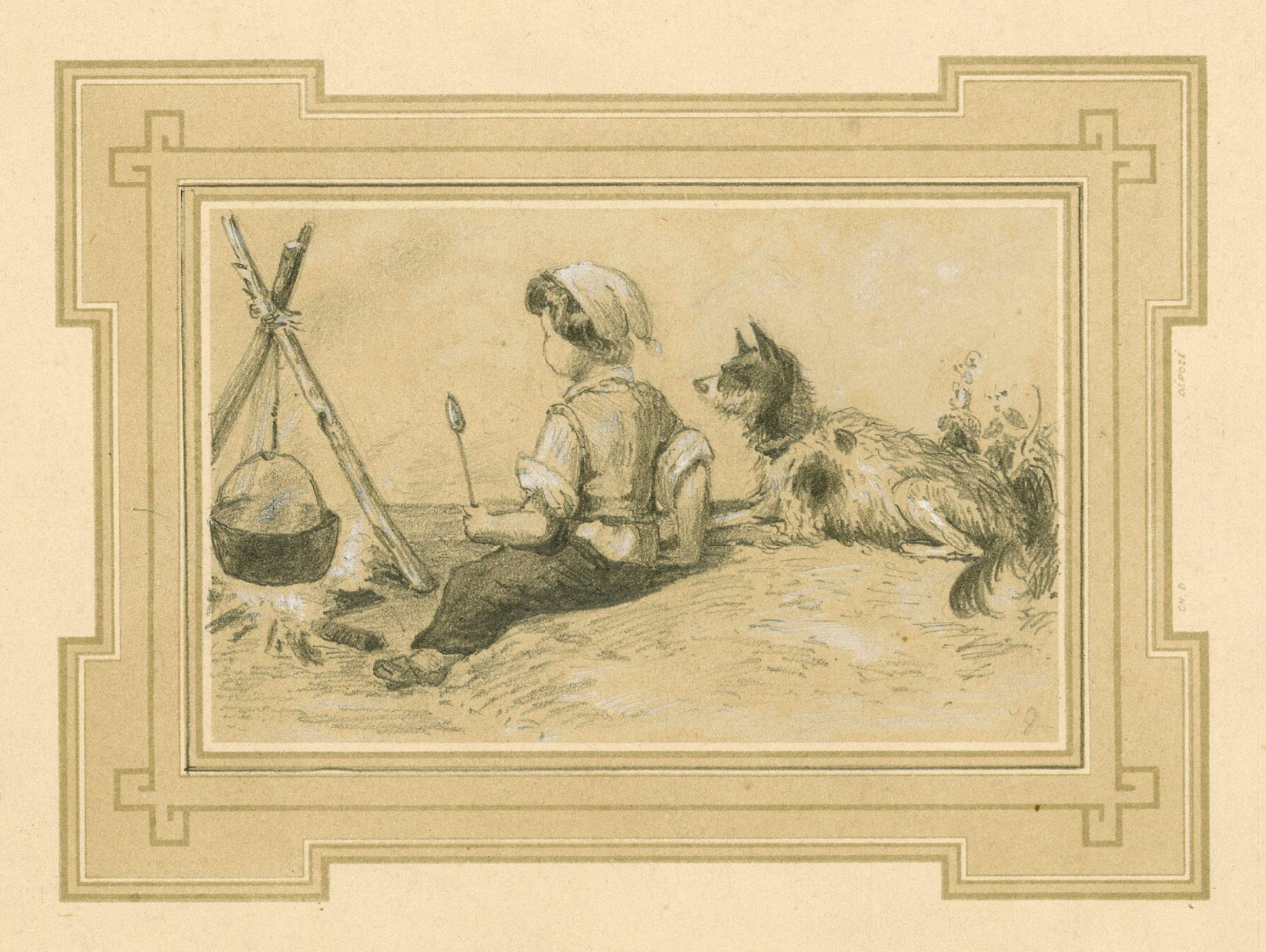
Un enfant et un chien, 1878 (dessin à la mine de plomb rehaussé de gouache sur papier bistre ;), Liège, musée de la Vie wallonne.

Il est également l'auteur d'une méthode de dessin, basée sur les figures géométriques et intitulée Le dessin dans les écoles primaires,. Sa méthode est adoptée dans les écoles belges en 1872, et lui vaut une médaille d'argent à l'Exposition universelle de Paris en 1878,,. Comme indiqué dans le catalogue La Belgique à l'Exposition universelle de 1878 : « La question de l'organisation de l'enseignement du dessin est à l'ordre du jour. Il est donc curieux d'étudier de près ce que l'on tente pour arriver à un résultat prompt et sérieux. M. van Marcke a prouvé, d'après ce qu'ont fourni les écoles de la ville de Liège, où sa méthode est en usage, ce qu'elle vaut, ce qu'elle produit et elle a produit de bonnes choses ».

#### Vie familiale et production artistique
Édouard van Marcke se remarie en février 1860 avec Marie Catherine Demany, qui est aussi une artiste peintre. Le couple a deux filles, Marie Ferdinande van Marcke en janvier 1861 et Léonie Mottart-van Marcke, qui sera également peintre, en juillet 1862.
De 1860 à 1880, l'artiste continue de dessiner et peindre, produisant surtout des aquarelles et des dessins qui représentent habituellement des paysages de la région liégeoise. Selon Vandeloise, « les dessins sont très soignés et agréables » alors que les aquarelles sont souvent « vulgaires de ton ». Pourtant, parmi ces dernières, il fait une exception pour l'œuvre Les trous de Bra, à Bra-sur-Lienne car « cette aquarelle aux couleurs vives où dominent les verts très nuancés et les carmins, apparaît très audacieuse dans la production de cet artiste ».

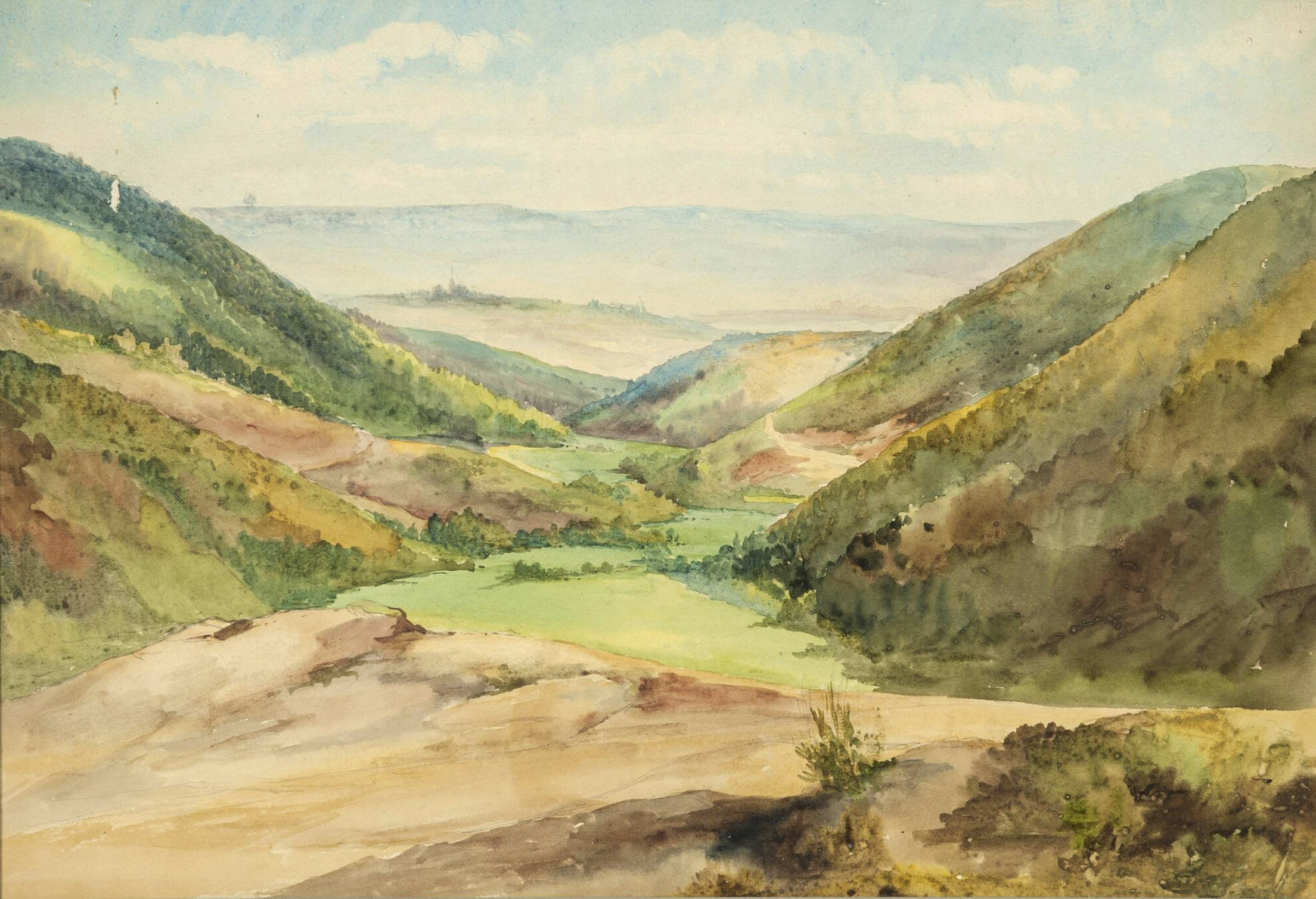
Les trous de Bra, à Bra-sur-Lienne, 1878 (aquarelle sur papier ;), Liège, musée de la Vie wallonne.

Durant cette période, le peintre participe à plusieurs travaux de décoration ou restauration d'immeubles en région liégeoise, surtout dans les années 1860, mais aussi à d'autres projets d'illustration et de décoration. Avec Jules Helbig, il restaure de 1860 à 1864 les peintures de la voûte de l'église abbatiale Saint-Jacques,,, et il décore vers 1863 le chœur de la collégiale Sainte-Croix, où Helbig peint plusieurs panneaux représentant le Christ, la Vierge et les Apôtres et van Marcke s'occupe de la partie décorative,,. En 1863, le cadre qui orne le Portrait d'Auguste Delfosse par Auguste Chauvin est fabriqué d'après un dessin de l'artiste. Deux ans plus tard, il conçoit et décore les chars de la Société du Cercle Grétry et celle du Vrai-Cramignon qui participent à la cavalcade du 5 mars de la ville de Liège, et il réalise, à nouveau aidé de Jules Helbig, les peintures murales du chœur de l'église Saint-Pholien de Liège.

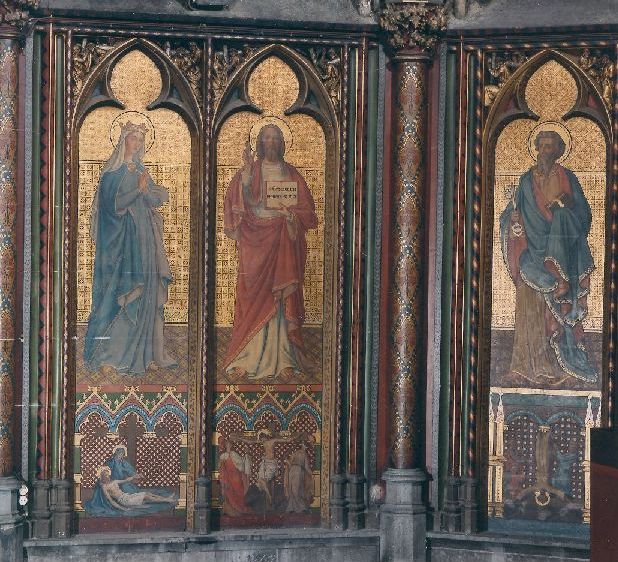
Jules Helbig et Édouard Van Marcke, Peintures murales du chœur de la Collégiale Sainte-Croix de Liège, vers 1863 (chaque panneau mesure ; photographie de 1999 de Jacques Declercq du KIK-IRPA).

Vers 1865-1867, il travaille en tandem avec Paul-Joseph Carpay à l'ornementation de plusieurs salles du palais des princes-évêques de Liège,. La décoration qu'il exécute, entre autres pour la salle des Pas-Perdus, est « d'un grand effet » selon le journal La Meuse : « Le plafond-voûte rappelle un peu le genre décoratif de la voûte de l'église Saint-Jacques. Dans les arabesques, l'artiste s'est inspiré de la flore du pays. Le fond est vert avec des plantes dans les chutes. Les nervures sont bariolées de diverses couleurs et les colonnes sont peintes sang de bœuf avec larges filets d'or ». Toujours à la même époque, il collabore, cette fois avec le sculpteur Jean Herman,,, à la décoration de la salle du Conseil Provincial du même palais,,.
En 1867, il décore les locaux de la Société libre d'émulation, avec des peintures murales imitant le style du XVe siècle qui représentent des « imitations d'étoffes orientales » sur les panneaux du rez-de-chaussée et des arabesques de chardons, de liserons et de lierres sur les voûtes,. Dans le domaine de l'illustration, il est l'auteur de l'album offert en 1867 par les écoles à M. Gillon, échevin de l'instruction publique,. En 1880, l'artiste et Léopold Noppius sont chargés de l'exécution du char monumental de l'armurerie liégeoise qui participe au cortège historique du 10 août à Bruxelles.

### Fin de carrière à l'Académie et dernières années (1881-1884)

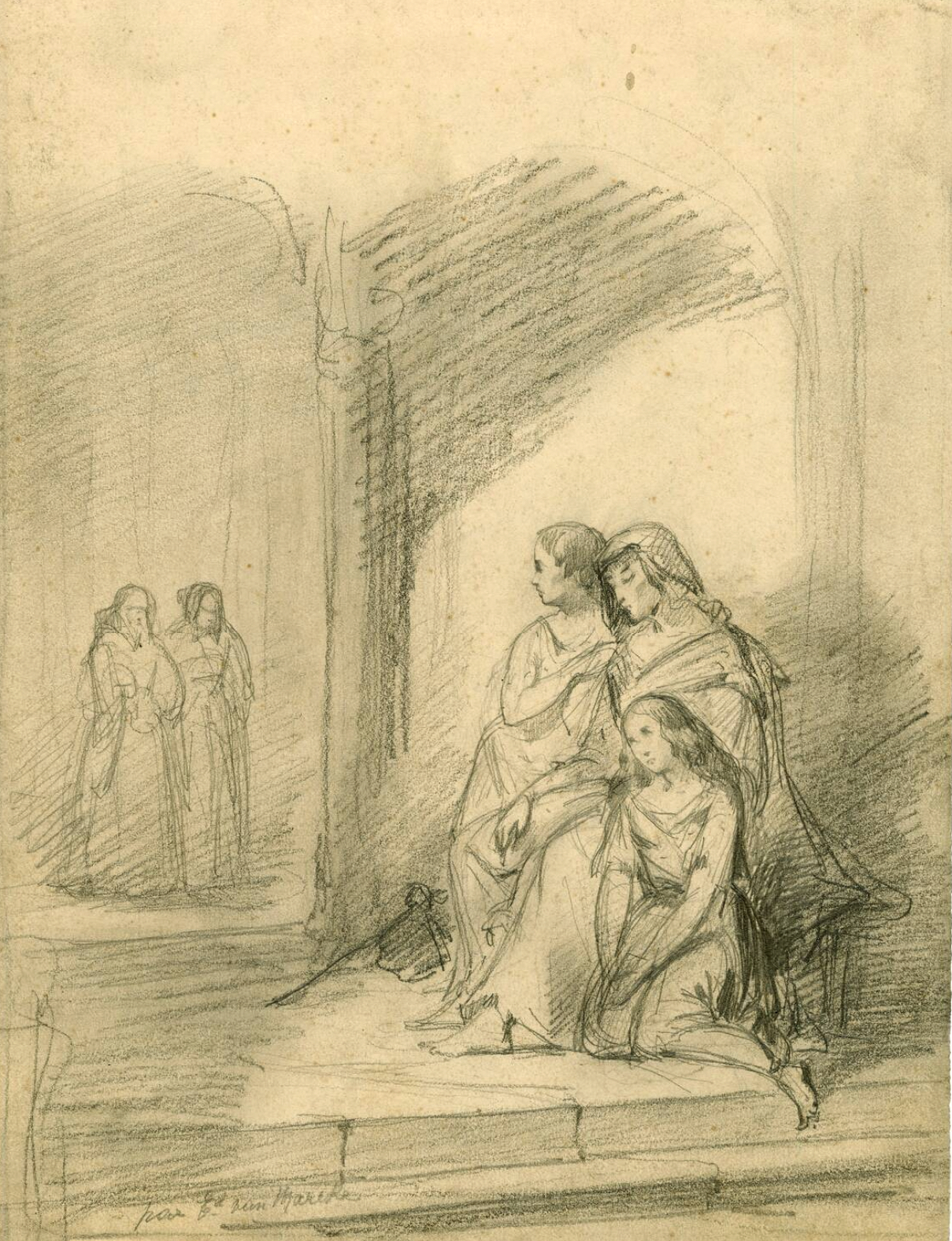
Croquis d'un groupe de trois femmes, avant 1884 (dessin à la mine de plomb sur papier ;), Liège, musée de la Vie wallonne.

À l'Académie royale des beaux-arts de Liège, le départ à la pension d'Auguste Chauvin en 1880 et le nombre croissant d'élèves entraînent une réorganisation des cours en 1881. Le cycle inférieur d'apprentissage se divise dorénavant en deux groupes : la 1re année est prise en charge par Édouard van Marcke et Joseph Waroux, et la 2e année par Émile D'Heur et François Namur,,.

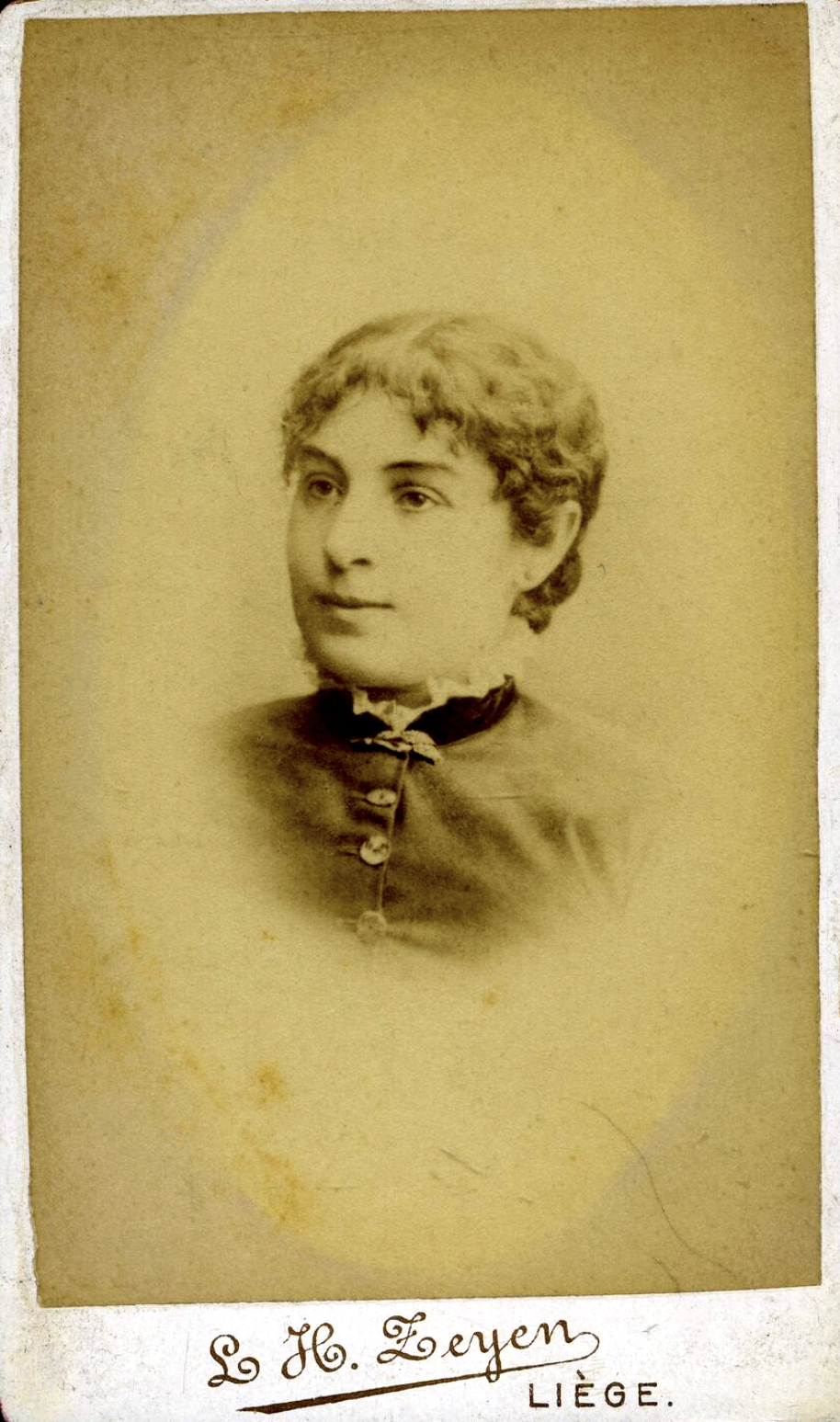
Léonard Hubert Zeyen, Portrait de Marie van Marcke, vers 1882 (épreuve photographique sur papier ;), Liège, musée de la Vie wallonne.

L'artiste, qui est pourtant d'une « activité infatigable », est très affecté par le décès de sa fille aînée Marie Ferdinande en janvier 1883,, comme le rappelle Prosper Drion durant les obsèques du peintre : « Le travail incessant ne pouvait l'accabler, il fallut pour l'abattre une grande douleur morale. Il y a un an, le père perdait une enfant charmante, pour laquelle il avait réservé ses plus chères affections et ses meilleures espérances. Brisé par cette immense désolation, on le vit depuis végéter et languir ».
Édouard van Marcke meurt le 12 juin 1884 alors qu'il s'est décidé « à contre-cœur à prendre prochainement sa retraite et à goûter enfin, au sein de sa famille, objet de toute son affection, un repos qu'il a si bien mérité ». Il est remplacé par Jean Danse au cours de dessin qu'il dispensait à l'Académie,.
Durant son oraison funèbre, le directeur de l'Académie royale des beaux-arts, Prosper Drion, déplore la perte de « cette vive intelligence si remplie de ressources et d'ingéniosités », des « accents de cet esprit fin et délié » et de « cette verve gauloise pleine de bon sens, d'originalité et de gaité ». Il note avec amertume que « toutes ces brillantes qualités se sont évanouies dans le silence de la tombe, où vont s'engloutir nos amitiés les plus chères et nos meilleurs souvenirs », probable référence non seulement au décès de l'artiste mais aussi à la mort, deux semaines auparavant, d'Auguste Chauvin, son prédécesseur en tant que directeur de l'Académie.

## Œuvre

### Style et techniques artistiques
Dessinateur, artiste peintre, peintre de miniature, décorateur, peintre sur porcelaine, aquarelliste et illustrateur, van Marcke réalise principalement des paysages et des portraits d'inspiration romantique. 
André Marchal pointe, comme il a déjà été mentionné auparavant, que l'artiste illustre « l'attitude du paysagiste romantique » grâce à son « remarquable talent de dessinateur », mais il souligne également que « ces dessins ne constituent pas un moyen préparatoire à d'autres techniques ou de simples croquis pris sur nature en vue d'une transposition à l'atelier » et qu'en conséquence, « ils sont une fin et, en tant que tels, représentent des œuvres abouties ». 
Guy Vandeloise constate aussi que « l'ensemble de la production d'Édouard van Marcke relève - plus que celle de Closson qui est intemporelle - du style romantique », et ce quand bien même « nous aurions facilement vu cet artiste né en 1815 (un an après Fourmois) produire des œuvres réalistes ».  

### Les œuvres du«Pèlerinage au Rhin»
La majorité des œuvres qu'il ramène de ce périple germanique sont des dessins, souvent « exécutés sur des papiers de couleurs diverses » et « rehaussés d'un lavis », où « les lumières sont fréquemment renforcées par l'emploi de gouache blanche ». En plus d'une occasion, il effectue un croquis « d'ailleurs très précis » sur nature, puis il le décalque sur une feuille de papier de dessin et, par après, il « stylise un tant soit peu les formes » et indique au moyen d'un lavis les ombres et les détails. 
Cette méthode, qu'il n'a pas toujours utilisée, n'est guère du goût de Guy Vandeloise, qui considère qu'elle l'amène « à détruire la vie qui subsiste dans la plupart des dessins de cette époque ». Néanmoins, Vandeloise retrouve dans ces dessins « la virtuosité d'un trait qui s'interrompt puis reprend, qui s'allège ou se renforce », et une « composition très soignée ».  

### Coblence (avant 1884)

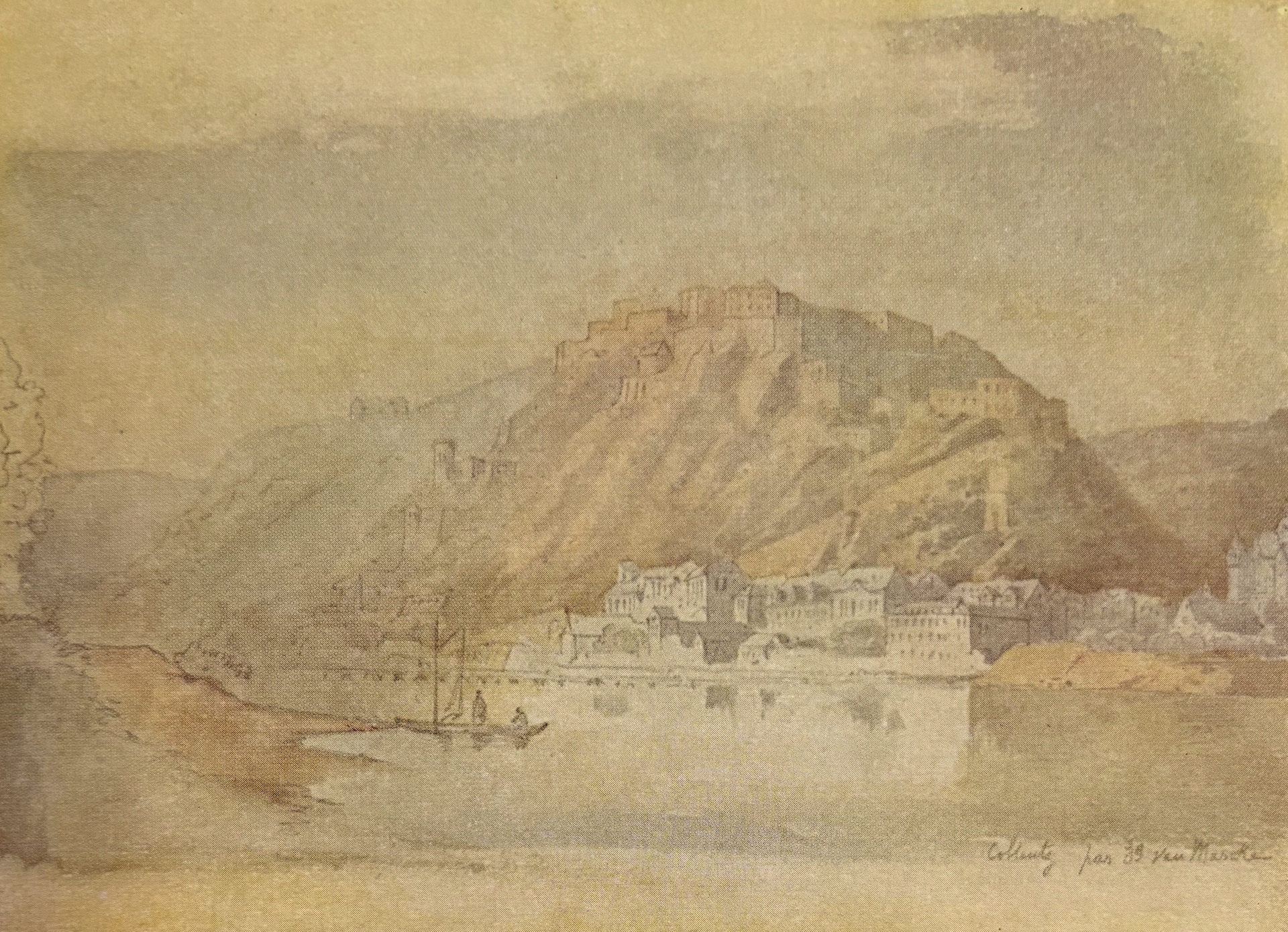
Coblence, avant 1884 (dessin à la mine de plomb rehaussé d'aquarelle ;), Liège, musée de la Vie wallonne.

Ce dessin rehaussé d'aquarelle dépeint la ville de Coblence, qui est située au confluent du Rhin et de la Moselle. L'artiste brosse « un paysage vu à l'aube, au moment où les formes se confondent, émergeant du brouillard que le soleil perce à peine. […] Au centre de la composition, quelques habitations et fortifications se dressent sur un promontoire rocheux, cher aux romantiques, ainsi qu'au pied de celui-ci. À l'avant-plan, sur le fleuve, on devine deux personnages sur une petite embarcation. »
Guy Vandeloise pointe que cette œuvre est « remarquable tant par la simplicité du dessin que par les nuances du coloris », qu'elle est « dictée non tant par des soucis archéologiques que par la simple beauté d'un paysage vu à l'aube » et enfin qu'elle est « d'une finesse de ton proche de Corot ». De façon similaire, l'historienne Delphine Boonen observe que « la composition est soignée, empreinte de simplicité » et que, « de cette œuvre, se dégage une finesse toute particulière ». Elle conclut que « ce paysage est remarquable par la simplicité du trait ainsi que par les nuances des tons pastels ».

### Catalogue et musées
L'inventaire le plus complet (bien que partiel) de la production d'Édouard van Marcke est probablement celui effectué par Guy Vandeloise pour l'exposition Dessins et peintures des van Marcke en 1964. En effet, 225 œuvres exposées de l'artiste, comprenant des dessins, pastels, aquarelles, peintures à l'huile et miniatures, sont recensées dans ce catalogue. Il convient d'y ajouter les travaux de décoration et restauration réalisés par van Marcke, souvent avec d'autres artistes. Parmi ces derniers, mentionnons à nouveau :
- 1849 : projet pour le monument funéraire de sa mère[46] ;
- 1852 : décoration de l'ancienne collégiale Saint-Denis, à Liège (avec Jules Helbig)[44],[47] ;
- 1856 : conception et construction du char envoyé par la ville de Liège au cortège historique de Bruxelles (avec Jules Helbig, Lambert Herman, Jules Halkin et Joseph Detombay)[48],[49] ;
- 1857-1861 : décoration du chœur et du transept de l'église Notre-Dame de Saint-Trond (avec Jules Helbig)[58],[59] ;
- 1860-1864 : restauration des peintures de la voûte de l'église abbatiale Saint-Jacques, à Liège (avec Jules Helbig)[44],[59] ;
- 1863 : décoration du chœur oriental de la collégiale Sainte-Croix, à Liège (avec Jules Helbig)[46],[59],[104] ;
- 1865 : décoration du chœur de l'église Saint-Pholien de Liège (avec Jules Helbig)[82] ; conception et décoration des chars de la Société du Cercle Grétry et celle du Vrai-Cramignon qui participent à la cavalcade du 5 mars de la ville de Liège[81] ;
- 1865-1867 : ornementation de plusieurs salles du palais des princes-évêques de Liège (avec Paul-Joseph Carpay[83],[84] et Jean Herman[44],[84]) ;
- 1867 : décoration des locaux de la Société libre d'émulation[43],[44].

La majorité des œuvres de l'artiste est conservée au musée de la Vie wallonne grâce au legs effectué en 1936, suivant les dernières volontés de sa fille Léonie Mottart-van Marcke, de l'ensemble de sa collection, qui comprenait des porcelaines décorées par l'atelier familial, ainsi que de nombreux dessins, pastels, aquarelles, peintures à l'huile, miniatures, lithographies, photographies et souvenirs familiaux. Des projets de décoration et des paysages d'Édouard van Marcke sont aussi conservés aux bibliothèques de l'université de Liège et aux musées de Verviers. Enfin, quelques œuvres de l'artiste font partie de collections privées,.

### Réception critique
L'archéologue et historien de l’art Alain Jacobs considère que van Marcke est avant tout un « dessinateur de talent » et que « c'est principalement dans le paysage d'esprit romantique qu'il a excellé ». André Marchal estime que l'artiste « ne fut jamais un vrai coloriste ; sa production d'huiles et d'aquarelles est d'ailleurs assez limitée et la marge de qualité qui la distancie des dessins et des lavis est sensible ». Par contre, « son œuvre de dessinateur devrait lui assurer une place beaucoup plus importante que celle qui lui fut réservée jusqu'ici ».
L'historien d'art et artiste Guy Vandeloise voit Édouard van Marcke comme « un paysagiste qui eut le tort de suivre trop souvent la mode de l'époque », et qui pourtant, lorsqu'il parvient à s'en soustraire, se montre un « dessinateur sensible aux lignes de forces des collines et des arbres », « un aquarelliste capable de saisir les mille et une nuances de la lumière » et un artiste qui a su « rendre en quelques traits, la vie d'un individu, d'une plante ou d'un arbre ». Il pointe que le voyage de van Marcke « dans la vallée rhénane et dans les contrées avoisinantes le fit devenir plus archéologue que peintre, et rares sont les pièces qui échappent à la règle ».
David Bronze, quant à lui, juge la production de van Marcke comme « décevante quand on l'examine dans sa globalité même si elle compte quelques pièces de grande beauté » et il considère que « l'artiste y exprime avec difficulté sa personnalité et se montre souvent contraint par les formules à la mode ».

### Galerie

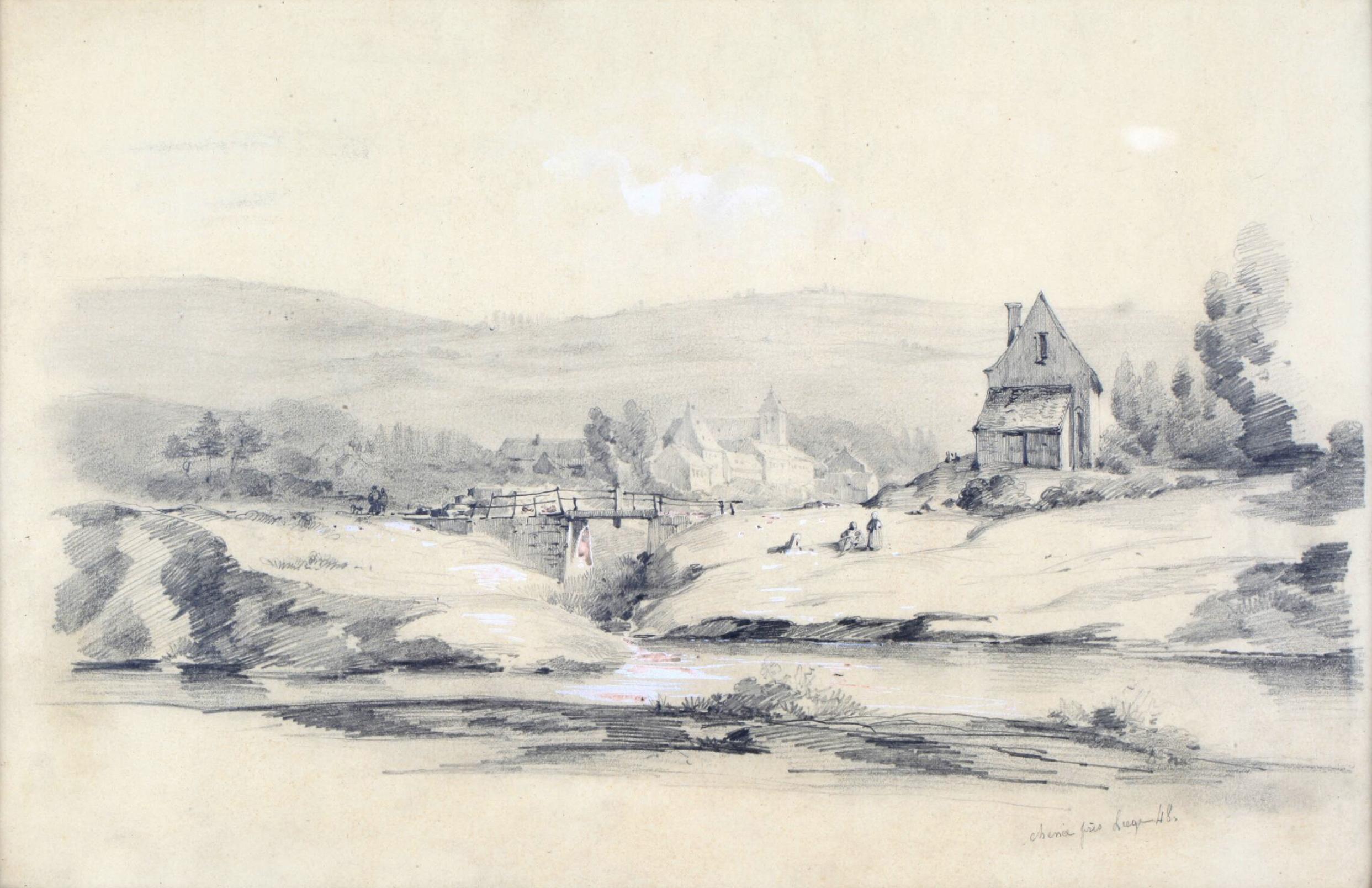
Chênée près de Liège, 1848 (dessin à la mine de plomb rehaussé de gouache ; 25,5 × 39 cm), Liège, musée de la Vie wallonne.
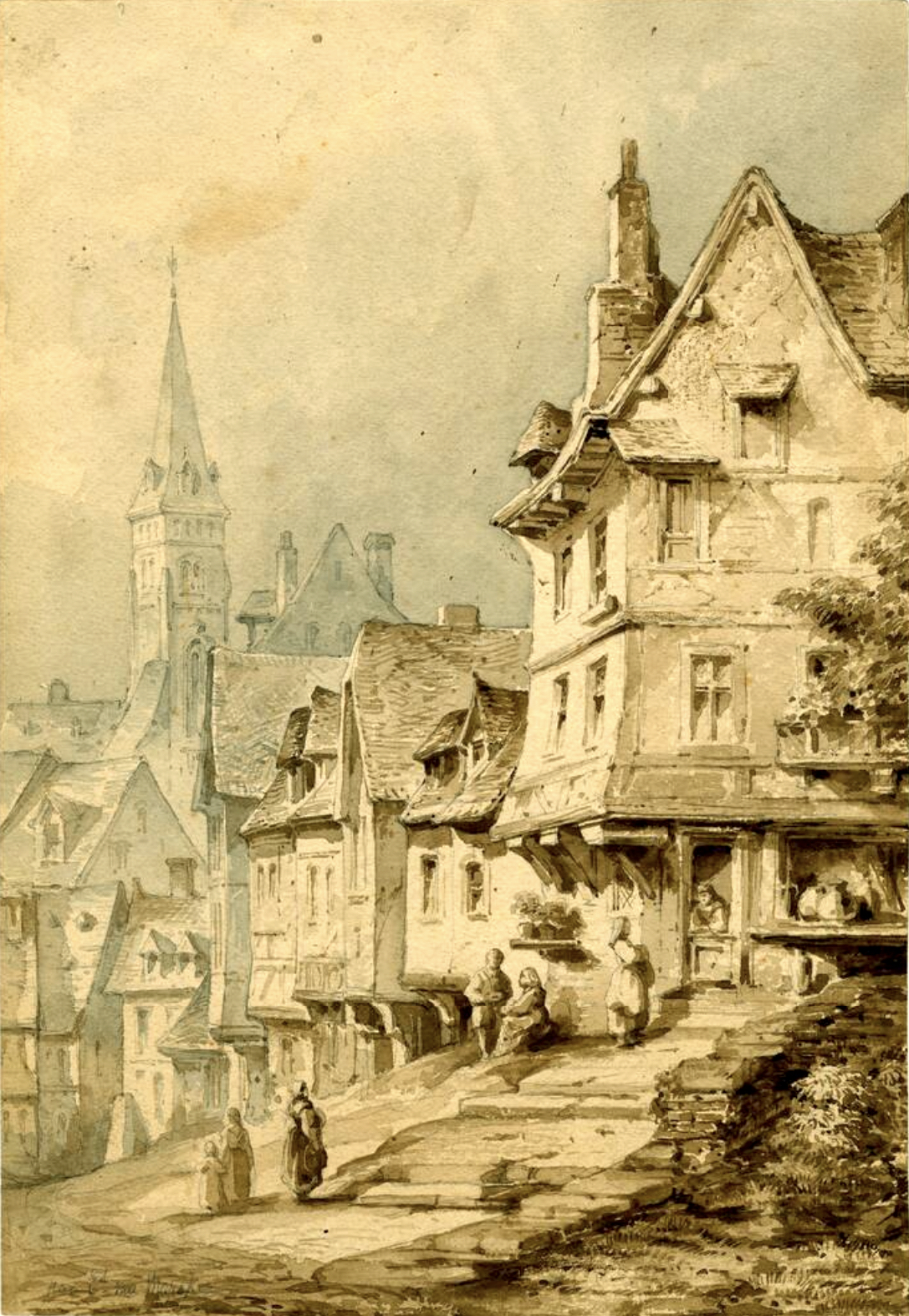
Coin de ville, 1850 (dessin à la mine de plomb rehaussé par de l'aquarelle ; 34 × 23 cm), Liège, musée de la Vie wallonne.
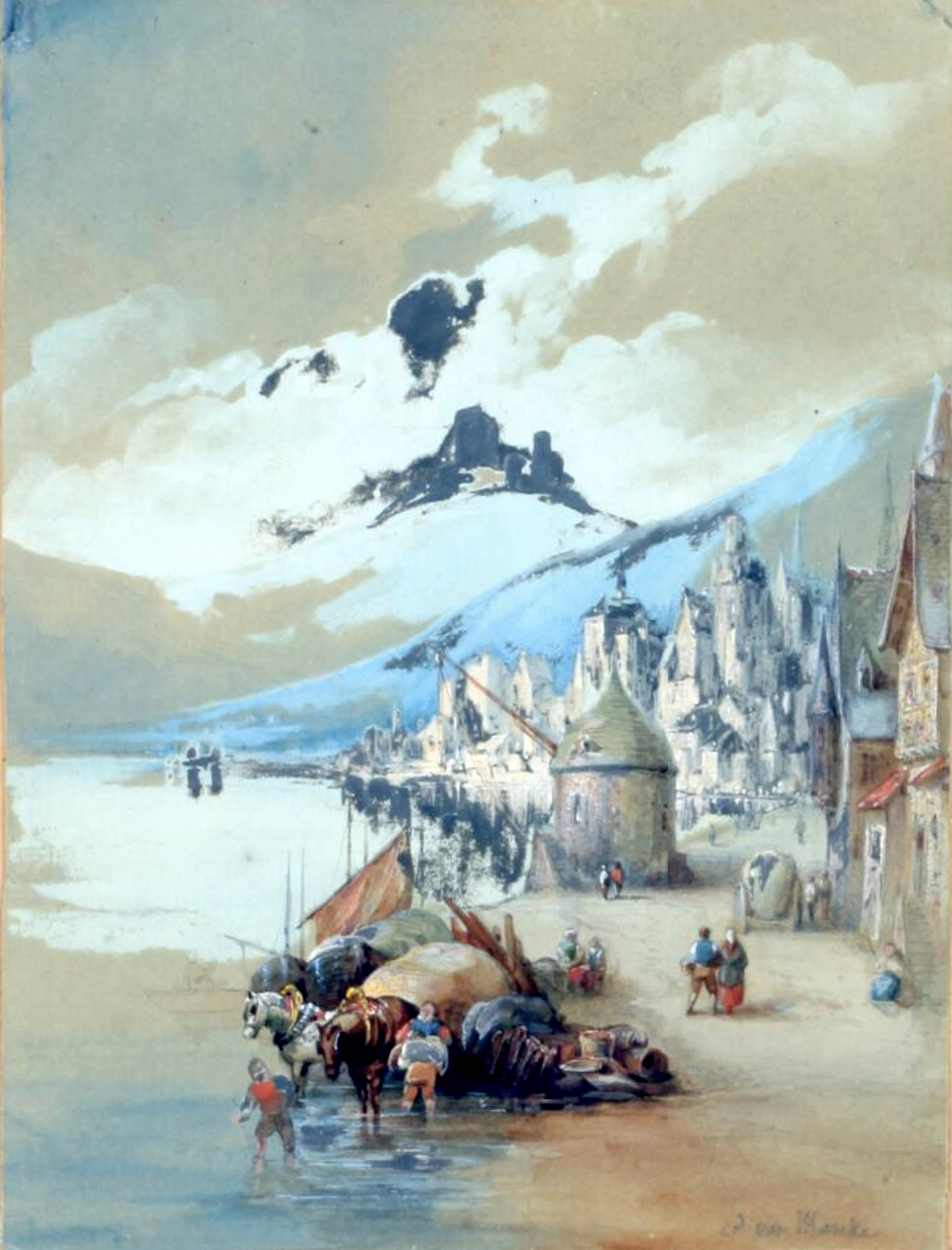
Vue de ville animée au bord d'un fleuve, vers 1850 (gouache et aquarelle sur papier ; 18 × 13 cm), Liège, musée de la Vie wallonne.
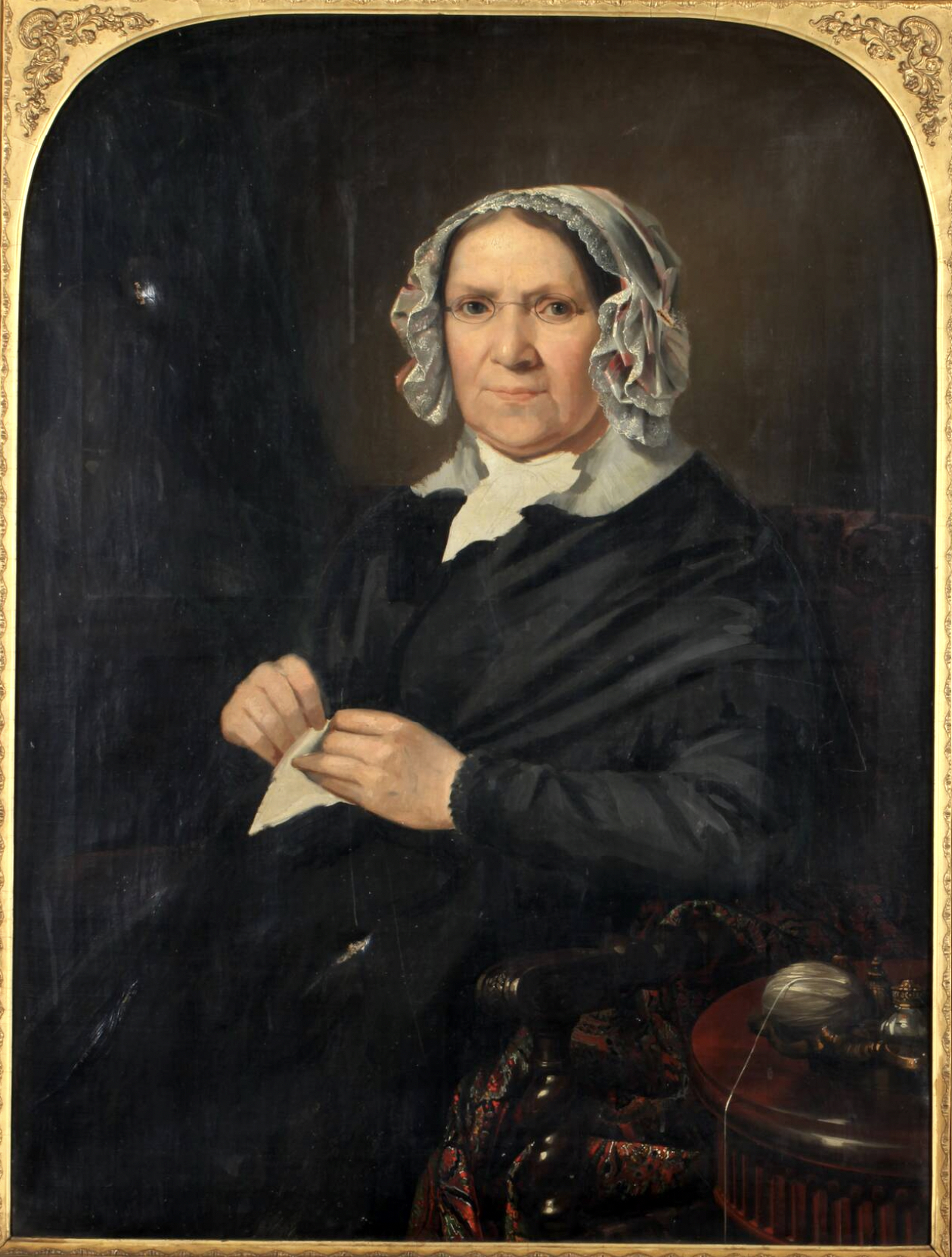
Portrait de Mme van Marcke, 1867 (peinture à l'huile sur toile ; 100 × 75 cm), Liège, musée de la Vie wallonne.
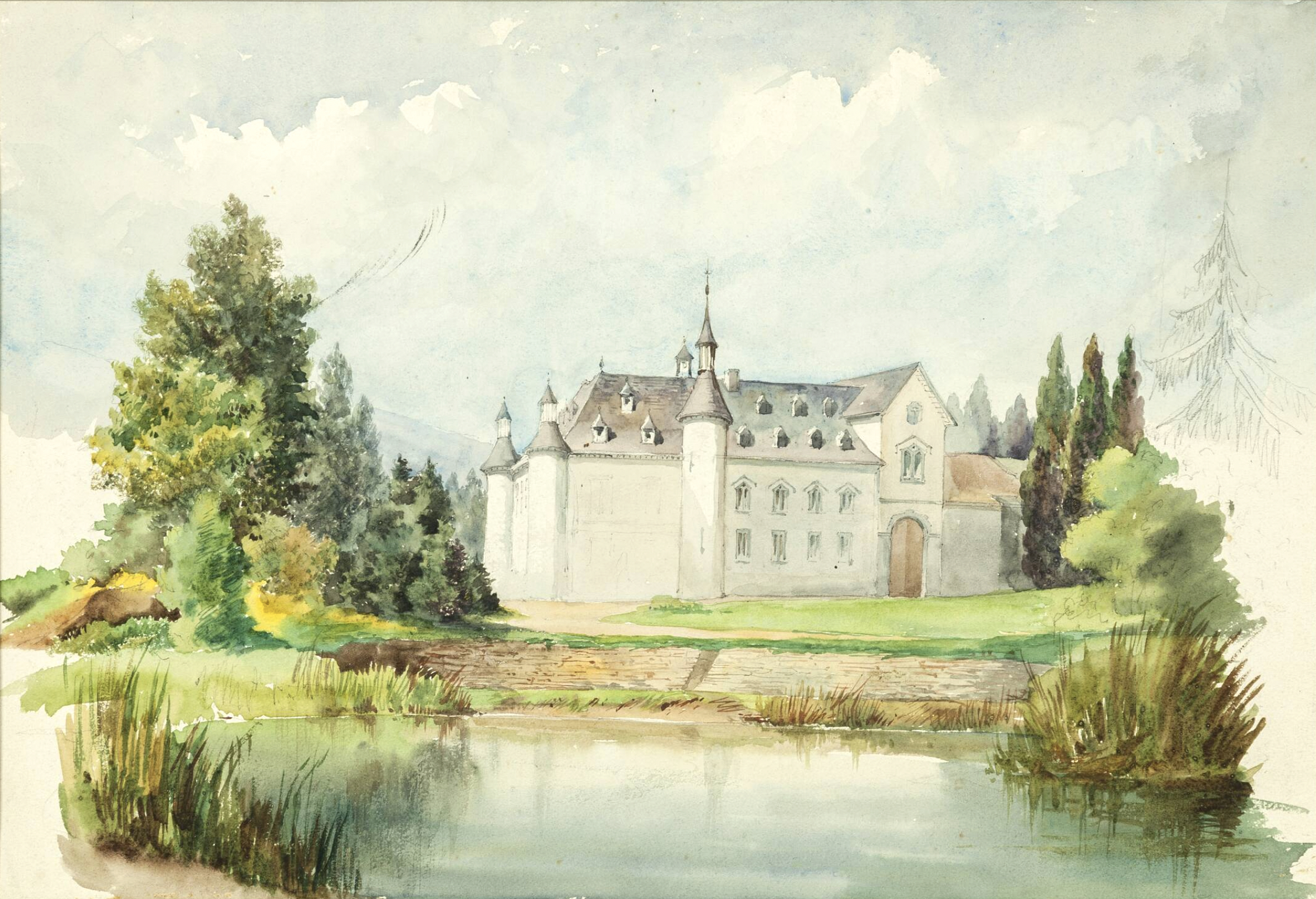
Château du chevalier de Bronckart à Bra-sur-Lienne, 1879 (aquarelle sur papier ; 29,5 × 44,5 cm), Liège, musée de la Vie wallonne.

## Le professeur et ses élèves
Selon Prosper Drion, qui côtoie l'artiste durant de longues années à l'Académie, il possède « les aptitudes d'un professeur habile : la généralité des connaissances requises et l'art de les communiquer aux élèves dans un langage simple et clair », mais aussi « l'esprit de méthode et surtout l'art de l'ornemaniste, qualité que van Marcke possède au plus haut degré ». Pour sa part, Florent Pholien indique qu'il remplit ces fonctions « avec toute la conscience qui le caractérisait ».

### Élèves notables
- Pauline Jamar (1850-1911)[112]
- François Maréchal (1861-1945)[113]
- Léonie Mottart-van Marcke (1862-1936), sa fille[114]

## Expositions

### Expositions du vivant de l'artiste
- 1854 : Salon de Bruxelles, du 6 août au 1er novembre, cour du palais de Charles de Lorraine, Bruxelles (l'artiste y expose Bacharach, sur le Rhin)[115].
- 1855 : Exposition universelle de Paris, du 15 mai au 15 novembre, Palais de l'Industrie, Paris (il y expose La terrasse du château de Heidelberg, sur le Neckar)[116] ; Salon d'Anvers, du 12 août au 30 septembre, rue Vénus, Anvers (le peintre y expose Vue de la Pegnitz, à Nuremberg)[117].
- 1857 : Salon de Bruxelles, du 1er septembre au 15 novembre, cour du palais de Charles de Lorraine, Bruxelles (van Marcke y expose une aquarelle Rue Saint Siméon, à Trèves)[118].
- 1860 : Exposition des beaux-arts, mai-juin, Liège (le peintre y expose Vue de Boppard, sur le Rhin et Vue de Meissen, en Saxe)[119] ; Salon de Bruxelles, du 18 août au 1er novembre, palais des Académies, Bruxelles (il y expose Cochem, sur la Moselle et il est également mentionné pour les peintures murales réalisées entre 1857 et 1859 avec Jules Helbig à l'église Notre-Dame de Saint-Trond)[120].

### Expositions après la mort de l'artiste
- 1964 : 125e anniversaire de l'Académie royale des Beaux‑Arts, du 11 avril au 10 mai, Musée des Beaux-Arts, Liège[121] ; Dessins et peintures des van Marcke, musée de la Vie wallonne, Liège (225 œuvres composées de dessins, pastels, aquarelles, peintures à l'huile et miniatures de l'artiste sont exposées)[103].
- 2001-2002 : Vers la modernité : le XIXe siècle au pays de Liège, du 5 octobre 2001 au 20 janvier 2002, musée de l'Art wallon et salle Saint-Georges, Liège (un dessin, Coblence, et une peinture, Vue de Limbour-sur-Lahn, de l'artiste sont exposés)[55],[101].

## Prix et récompenses
- 1841 : 1er prix au concours Société de la concorde à Gand[19].
- 1868 : 1er prix ex æquo au concours institué par le gouvernement pour le meilleur cours de dessin élémentaire produit en Belgique avant le 31 décembre 1864[122].
- 1878 : médaille d'argent à l'Exposition universelle de Paris pour sa méthode d'enseignement du dessin[19],[73],[74].